# Tarija
Tarija, fundada con el nombre de San Bernardo o Villa de San Bernardo de la Frontera de Tarija, es un municipio y una ciudad localizada al sur de Bolivia, capital y ciudad más poblada de la provincia Cercado y del departamento homónimo. Cuenta con una población de aproximadamente 247.000 habitantes en total. Está ubicada en los valles bajos entre el río Nuevo Guadalquivir a 1834 m s. n. m. Tarija es una de las ciudades más desarrolladas de Bolivia, con un indicador municipal de desarrollo sostenible de 70,6 (la tercera a nivel nacional).
La ciudad fue fundada el 4 de julio de 1574 por el capitán andaluz, natural de Sevilla, Don Luis de Fuentes y Vargas, por órdenes de Francisco Álvarez de Toledo, virrey del Perú. En el siglo XVII se convirtió en una región evangelizadora y viñedera. Al ser formado el Virreinato del Río de la Plata, en 1776, todo el Alto Perú fue integrado. En particular Tarija y el departamento de Chichas, dependieron administrativamente de la Intendencia de Salta del Tucumán, con capital en Salta y que incluía  el Noroeste argentino, Tarija y Lípez, y la Puna de Atacama. En 1807, Tarija se integró al Obispado de Salta. El 25 de julio de 1810 el Cabildo de Tarija apoyó a la revolución de Buenos Aires y el 18 de agosto envió como diputado a la Junta Grande celebrada en Buenos Aires, al abogado tarijeño José Julián Pérez de Echalar, para integrarse a las Provincias Unidas del Río de la Plata. En 1816, el Alto Perú junto con las actuales provincias argentinas firmaron a Declaración de la Independencia de las Provincias Unidas del Río de la Plata. Derrotado el foco realista del Virreinato del Perú por San Martín en 1825,  las provincias altoperuanas declararon su autonomía, y la Cuestión de Tarija - rica provincia rioplatense, pero también , heroico y devastado escenario de la Guerra Gaucha - emergió inmediatamente por las pretensiones de Antonio José de Sucre, quien ordenó invadir la Villa de Tarija a los cneles Francisco Burdett O'Connor Bowen y a Bernardo Trigo Espejo junto con las tropas colombianas subsidiadas por Sucre en 1825 resultando en fracaso. En agosto y septiembre tras una nueva invasión la cual exitosamente el territorio de Tarija fue anexada ilegalmente a la recién creada Bolivia, designando de facto a Bernardo Trigo como su primer teniente gobernador en Bolivia. Meses antes de esta segunda invasión, la población tarijeña pidió al diputado tarijeño Felipe Echazú –que fungía como diputado en el Congreso de Buenos Aires- que cree o eleve al territorio de Tarija a provincia rioplatense de Tarija, la cual lo logró y fue promulgada el 30 de noviembre de 1826 e integrada a la constitución argentina el 24 de diciembre, esto dio lugar al conflicto diplomático posterior. La acción militar más relevante por la pertenencia de Tarija entre Argentina y Bolivia, fue la del Combate de Montenegro.
La ciudad de Tarija alberga numerosas fiestas y eventos folklóricos de gran relevancia a nivel nacional e internacional, como la Fiesta Grande de San Roque, la Entrada de Comadres y el Carnaval Chapaco. Otras expresiones culturales incluyen el Peregrinaje a Chaguaya. En ella se encuentran importantes monumentos nacionales como la Casa Dorada, la Catedral de San Bernardo, el Museo Nacional Paleontológico y Arqueológico, el Castillo Azul y el Observatorio Astronómico Nacional.

## Toponimia
Existieron distintas tesis e hipótesis que marcaron y se integraron en la historia y en la toponimia de Tarija, pero estas no tendrían sostenibilidad estructural ante la tesis del origen árabe-andalusí de la palabra Tarija que sería una investigación profunda de varios años, a diferencia de las demás que fueron tesis, hipótesis, suposiciones e incluso invenciones que no suelen tener profundidad.

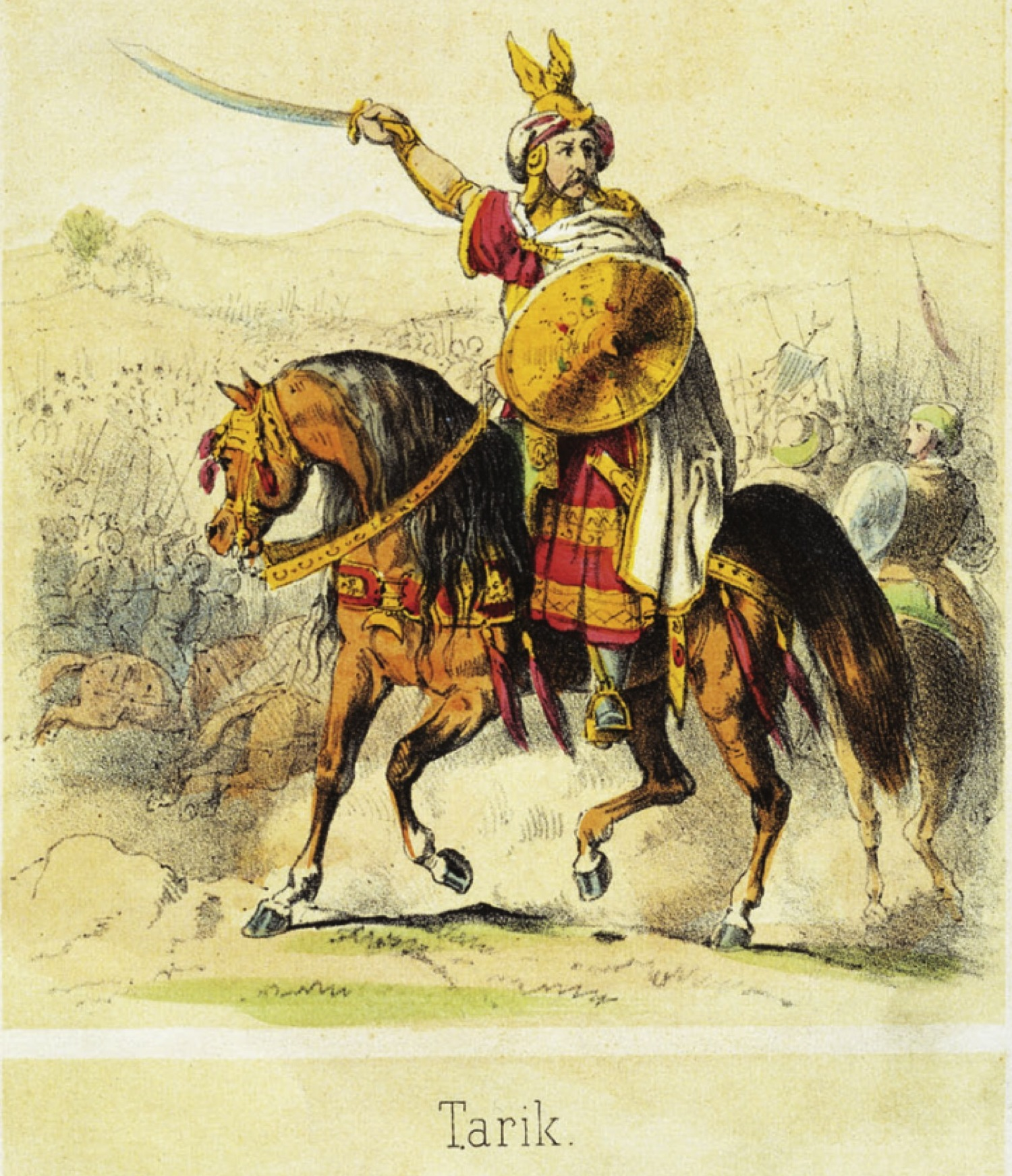
Retrato de Ṭārik ibn Ziyād al-Layti

El origen raíz de la palabra Tarija, data del siglo VIII, siendo de origen árabe-andalusí. Fue el general musulmán Ṭāriq ibn Ziyād al-Layti (Tariq o Tárik ibn Ziyad) cuál primer nombre significa torreta. En 711 d. C. el Rey Agila (o Aquila), con apoyo de los musulmanes, quitó el trono al Rey Rodrigo, el último de los Visigodos de la antigua Hispania; tras la victoria de Agila, junto con los musulmanes comenzaron a conquistar el territorio español. En aquella conquista, Tariq ibn Ziyad, quien fue uno de los generales que dirigió la conquista musulmana en la península ibérica, se enteró de que a sólo dos jornadas de donde él, se encontraban –en el centro de España– guardados los tesoros del Rey Salomón.
Al llegar al lugar, Tariq Ibn Ziyad se encontró un valle majestuoso al que decidió bautizar con su propio nombre, Tariq (طارق), que se modificó a “Tarij” y que fonéticamente por la fuerza de la pronunciación, se pronunció Tarija, posteriormente evolucionando a llamarse Torija.

Mapa de la conquista musulmana de la península ibérica

En la exploración de los hidalgos Juan de Sedizo –o Sedizio–, Antonio Gutiérrez y Diego Pérez del Río hacia el sur del océano Pacífico, pero al desviarse de su objetivo para inspeccionar en el oriente, se encontró con un hermoso valle despoblado en 1535 (39 años antes de la fundación de la Villa), donde lograron avistar infraestructuras como torrecillas y distintas viviendas despobladas, y; estos hidalgos, quienes llevaban el habla del latín vulgar o informal[cita requerida], y siendo primordial el comandante Sedizo (español de raíces árabes[cita requerida]), al conocer la historia de su tierra con detalles y de su actualidad, bautizaron al lugar como “Valle de Tarij[a]”, siendo valle palabra de origen latín Vallis, y; siendo pronunciado Tarija por la fonética árabe-andalusí.

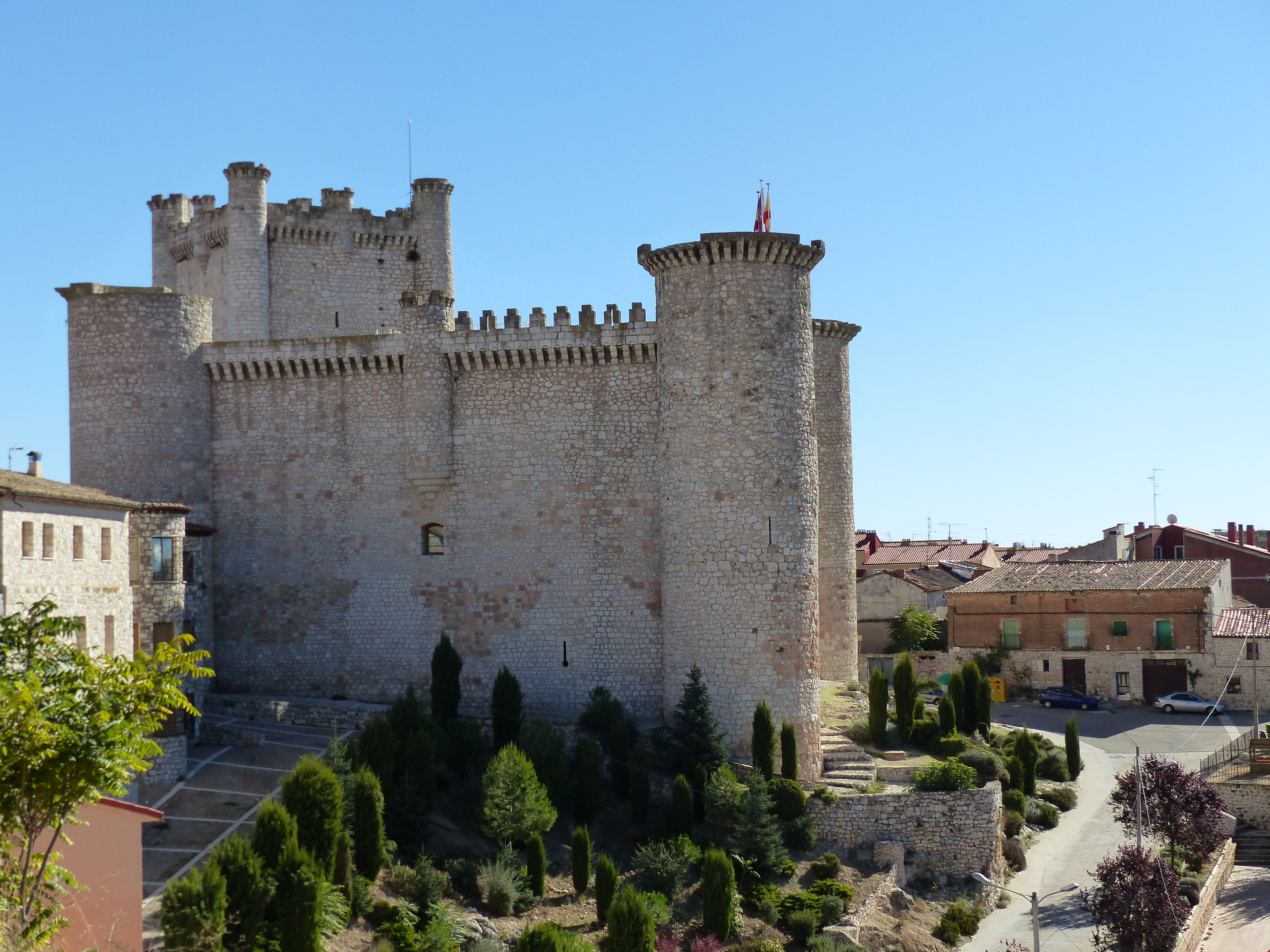
Castillo de Torija, del municipio de Torija, en la provincia de Guadalajara, perteneciente a la comunidad autónoma de Castilla-La Mancha

Posteriormente en 1574 se mandó a fundar una Villa, con el nombre de San Bernardo de Tarija; de ese modo sería fundada por Luis de Fuentes y Vargas con el nombre extenso de Villa de San Bernardo de la Frontera de Tarija –o Tarixa–, siendo escrito en casos con la “x”, pero pronunciada con la “j” española desde el inicio de su fundación, debido a la escritura y fonética andaluza.

## Historia

### Época prehispánica
Los primeros pueblos de tribus originarias en la zona del valle y de la zona alta fueron principalmente los nativos moyo moyos; los churumatas de orígenes amazónicos y guaraníes; los tomatas naturales del centro y sur del norte de Chile; y, los guaraníes y chanés; entre otros pequeñas tribus de la rama de los mencionados y en especial de la rama guaraní.
Los vestigios de la presencia de grupos humanos (nómadas) en el valle central de Tarija queda registrada en rastros arqueológicos, como el “Hombre de San Luis”, fechado entre los años 6000 y 5000 a. C.. En posterioridad, se daría la sedentarización del valle entre el III milenio a. C, los vestigios precursores de la Cultura Tarija son pertenecientes a la Cultura "Tarija Inciso", caracterizada por sus poblaciones en el altiplano de Sama, y en el mismo valle central.
Los incas al mando del emperador Tupac Yupanqui en su trayectoria de invadir y conquistar el Collasuyo, se desvío de su objetivo de conquistar a las culturas andinas y se dirigió a las regiones orientales donde intentó explorarla, se encontraron distintas culturas y tribus, entre estas la del actual territorio de Tarija, los cuales lucharon contra la sangrienta invasión incaica aproximadamente por el año 1472. Pocas tribus lograrían escapar o exiliarse en zonas aledañas de sus territorios llegando inclusive al Chaco (siendo estas las que encontraría el fundador de la Villa).
Tras la victoria incaica, Yupanqui no anexó a los territorios de las tribus como parte del imperio incaico, esto porque las tribus no eran del Collasuyo. También no se ordenaría civilizar las tierras –a excepción de construir algunas fortalezas en la zona alta (cercas o jaulas)– y también por constantes confrontaciones con otras tribus entre estas los chiriguanaes. Los incas desarrollarían una política de exterminio contra las tribus de Tarija, por lo que se ordenó masacrar o liquidar a la mayoría de la población y; a la vivientes, serían tomados presos en las contadas fortalezas, donde serían sojuzgados y torturados, estos después serían trasladados a los Andes (zona de los pueblos chichas) y enviados marginalmente como mitimaes (siervos guerreros esclavos), yanaconas y piñas (esclavos) a lo largo y ancho de distintas zonas del Imperio Inca. El inca lograría el objetivo de despoblamiento del territorio.

### Expediciones

#### Primera expedición
En el año 1535 Diego de Almagro decide llevar adelante los documentos emanados de la Corona de España para que el tomará posesión como gobernador del territorio que le fue asignado por el Rey y para evitar confrontaciones con Francisco Pizarro, decide organizar la expedición a los valles del sur del Pacífico (expedición a Chile). Organizó un grupo de tres quienes son: Juan de Sedizo como comandante, Antonio Gutiérrez y Diego Pérez del Río, Almagro les ordena a estos adelantarse y que cuando lleguen a Tupiza le esperen; estos tres hidalgos acompañados de un séquito de incas, partieron consecutivamente desde el Cuzco el 12 de noviembre, siguiendo el camino del inca (la red vial incaica en Perú, norte de Chile, oeste del noreste de Argentina y Bolivia que se ubica en los departamentos Potosí, Oruro, La Paz y por redes secundarias a partes de Cochabamba y Chuquisaca). Llegarían al Tambo de Paria por alimentos y luego dirigirse al Tambo de Tupiza llegando a inicios de agosto de 1535, los incas mencionaron que en el oriente posiblemente siguen existiendo algunas tribus como mitimaes (ciervos esclavos) en las pocas fortalezas (cercas) existentes –ubicados en la parte de la actual zona alta de Tarija–, y que estaban en las afueras del imperio incaico, mencionando que eran tierras no colonizadas por el imperio inca por razones de confrontaciones y de conflictos con los chiriguanaes, aunque aún estando afueras del imperio, lograban ser recogidos y enviados a lo largo y ancho del imperio incaico. Estos exploradores decidieron explorar la zona para inspeccionarla, marcharon directo hacia oriente y cruzaron las zonas despobladas de Río San Juan del Oro, luego por posteriormente por los despoblados de la actual Pampa de Taxara, subieron la cumbre de Sama y descendieron por su cuesta por caminos hechos por las tribus muchos siglos antes de la existencia inca y; hasta llegar a un hermoso valle verdoso, Juan de Sedizo impresionado por el aspecto del valle y; al conocer la historia de su tierra y de llevar un apellido de raíces mozárabes, emuló y apeló la historia de su pueblo y decidió bautizar al valle como "Valle de Tarij[a]".

#### Segunda expedición
El 25 de junio de 1539, el griego Capitán General Pedro de Candia y el español Pedro Anzúrez de Camporredondo habrían suscrito un documento para conformar una expedición en dirección al Valle de Tarij[a], el escribano de la expedición Juan de Grajeda menciona:

“... e por quanto vamos en nombre de su Magestad e del señor marquez don Francisco Piçarro en su real nombre a hacer un pueblo en el balle de Tarija…."; y
Conquistar a los indios macaros.

Pero a último momento Francisco Pizarro ordenó a Pedro de Anzúrez que no partiera con Candia y que espere nuevas órdenes. Pedro de Candia al mando de una Plaza Mayor de 300 soldados y un capellán, Fray Rodrigo González Marmolejo, el 29 de junio de 1539 partió desde Paria rumbo a Tupiza llegando el 29 de agosto y; siguió los caminos que se describieron en la expedición de Juan de Sedizo de 1535. En septiembre del mismo año entró al Valle de Tarija.
La plana mayor de Pedro de Candia estaba conformada por: Pedro de Candia (Capitán General), Juan de Quijada (Maestre de Campo), Francisco de Villagra (Capitán), Antonio de Quiñones (Capitán), Francisco de Solier (Capitán), Fray Rodrigo González Marmolejo (Capellán), Juan de Grajeda (Escribano), Jerónimo Alderete, Diego de Rojas, Juan Ortiz de Zárate, Juan Jufré de Loaiza Montesa, Juan Bohón y Francisco de Aguirre Meneses.

#### Tercera expedición
En reemplazo de Pedro Anzúrez de Camporredondo, manda al lugarteniente, Capitán Diego de Rojas, quien organiza sus huestes y se dirige al Valle de Tarija, este entrando por los Cintis e ingresa por Tucumilla y ascendiendo por Marquiri, posteriormente baja y se dirige e ingresa al Valle de Tarija a inicios de febrero de 1540, a mediados del mes, Francisco de Aguirre se encuentra con Rojas, estos buscan asientos para que se repongan sus tropas, Rojas comienza a buscar a Pedro de Candia y su gente que lo encontrarían entre inicios de marzo. Francisco Aguirre parte directo a Tupiza y luego hacia Atacama. Rojas y Candia se organizan para fundar un pueblo en el valle y buscar a los indios "macaros" del interior.
Fracasada estas expediciones y conquistas, y con ansias de fundación, estos retornaron a Cuzco y se enrolan con Pedro Valdivia organizándose para la conquista de Chile en 1541 y para la refundación de Buenos Aires.

#### Virrey de Toledo en Tarija

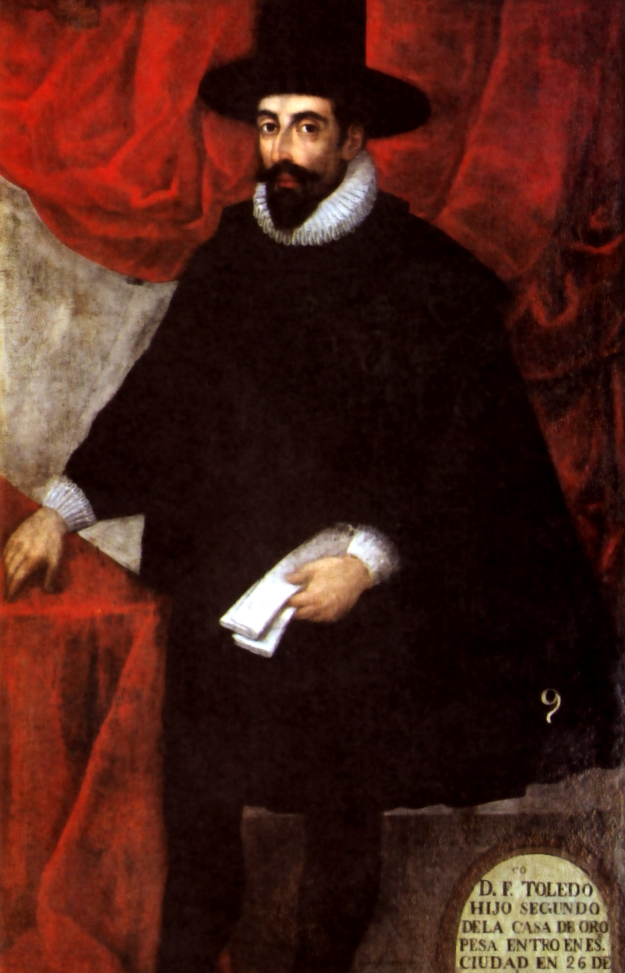
Virrey Francisco Álvarez de Toledo «el Solón»

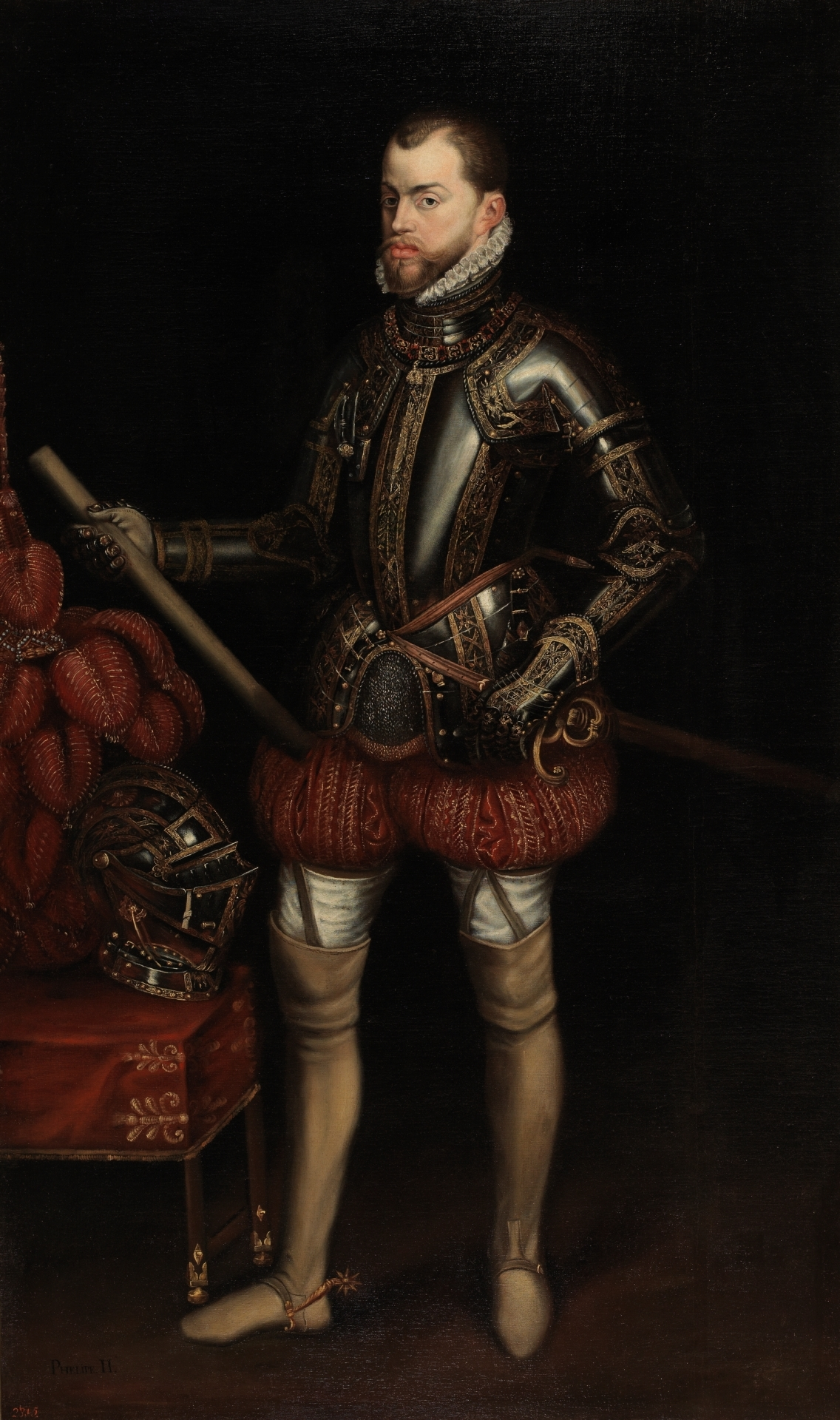
Rey Felipe II de España «el Prudente»

El Virrey Francisco Álvarez de Toledo, recibió en 1568 una orden real para emprender la guerra contra los chiriguanos.El papel del Virrey es, evidentemente, defender a estas víctimas y, de hecho, las instrucciones dadas por Toledo al nuevo gobernador de Santa Cruz, en 1571, le intiman ofrecer «amparo y defensa» a los indios de los llanos contra los chiriguanos.
En medio del mote Bravo, zona y a orillas del río Itaú (piedra negra), habitado por avas (chiriguanos) y por Mburuvicha a Itaú. Un día de agosto de 1573 los chiriguanos se entera del ingreso de los hispanos junto con los indios de Charcas hacia sus dominios.
Itaú mantienen atenta y sigilosa a los exploradores e invasores de sus dominios; el Virrey Francisco Toledo está enfermo de "chucho" y es transportado por sus hombres, posteriormente sus hombres se enfermaron de chucho, en esto aprovecharon los chiriguanos para perseguirlos y auyentarlos.
A la presencia de Itaú y sus querembas, los españoles rodean al Virrey para protegerlos, los querembas de Itaú no arremete contras los españoles por órdenes de Mburuvicha, Itaú requerido de una respuesta del motivo de su presencia, el lengualaraz explicó los avatares del Virrey, mismo que solicita ayuda para retornar al Valle de Tarija. El regio Itaú al conocer de lo peligroso de la visita de estos, sin explicación y tener la oportunidad de descabezarlo a las huestes de sus hombres, se compadecio de los hispanos y de los indios de Charcas, seguramente al ver el triste espectáculo y de sus tropas deshechas, permitió que se reposen y se curen de sus enfermedades con “quina quina”, después con el Virrey mejorado se dirigieron al Valle de Tarija (valle con presencia de algunos pueblos chiriguanos) por la ruta de Iñiguasu. La guerra iniciada por Toledo fue un total fracaso para los españoles y escuchada por el virreinato; al punto de que casi falleció el Virrey, Toledo quien se sentía humillado planearia otra confrontación para el próximo año.

#### Cuarta expedición y fundación

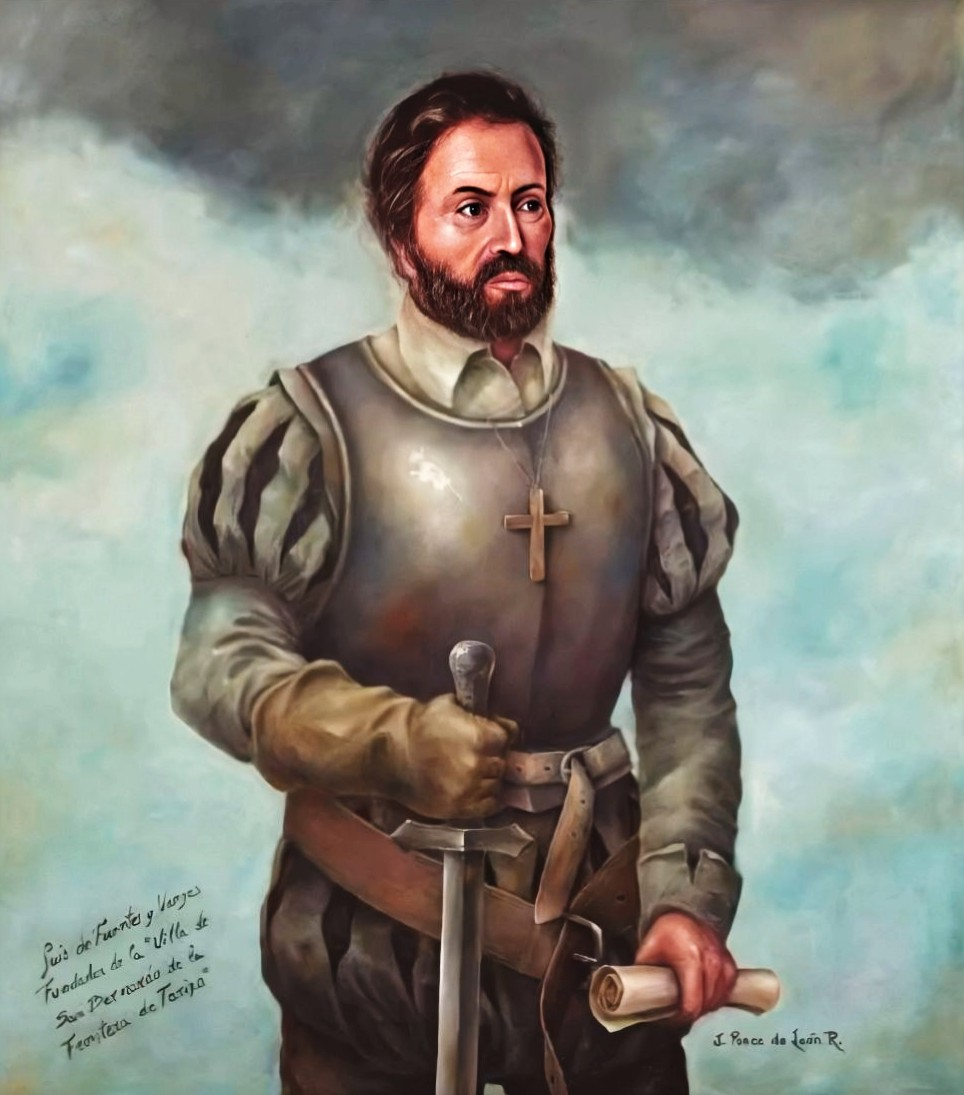
Luis de Fuentes y Vargas, fundador andaluz de Tarija

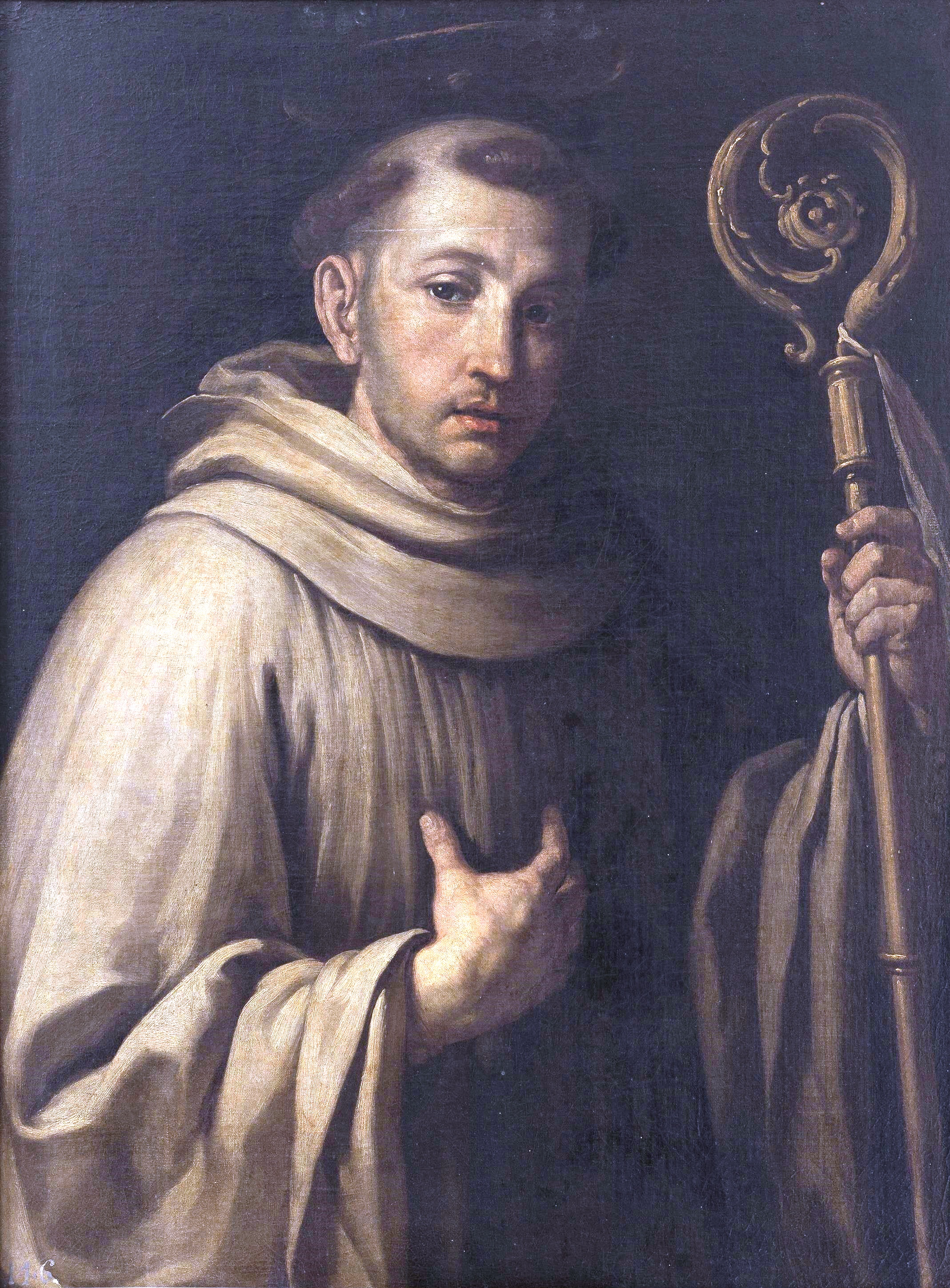
Bernard de Fontaine (Bernardo de Claraval)

A mediados del año 1573 el Virrey Francisco de Toledo buscaba un hombre capaz de realizar una expedición y fundar una villa en el Valle de Tarija, tras reunirse con varios hidalgos,la idea fue rechazada por ser una empresa cara y peligrosa.
A finales del año, el superior de los Dominicos (priori) sugirió que la persona adecuada para fundar la villa era Luis de Fuentes y Vargas.
El 22 de enero de 1574, Luis de Fuentes y Vargas junto al Virrey Francisco de Toledo se reunieron para definir el asunto,  tras la reunión Toledo dio asunción de la Real Provisión y entrega el título de Capitán –corregidor– y Justicia Mayor a Luis de Fuentes y ordena que la fundación se hiciese de inmediato y Toledo se atribuye la protestad de nombrar la futura villa como San Bernardo, en honor a San Bernardo, santo aclamado en la reconquista de España, Toledo llevó el nombre del Santo emulando y apelando a la historia del Rey de España Fernando III de Castilla cofrades de San Bernardo de Claraval, ordenó la expulsión de los moros de Sevilla el agosto de 1547, mes del Santo Bernardo.
De este modo inició la cuarta expedición al Valle de Tarija, Luis de Fuentes junto con el capellán de la Orden de los Dominicos, Francisco Sedeño, obtienen aproximadamente 50 españoles en su mayoría andaluces, vascos y algunos extremeños; se dirigió a Potosí por subsidios y luego fue dirigiéndose por cortos caminos preincaicos que se encontraban en el norte de los Cintis y siguiendo recto hacia el sur, llegó al Río San Juan del Oro donde encontró a unos cuantos tomatas (fueron los que lograron escapar de la invasión de los incas) quienes se aliaron a los hidalgos, posteriormente a inicios de abril bajaron por Marquiri, Tomayapo, Paicho y luego por Calama donde se encontraron a otro pequeño contingente de tomatas y; entre abril y junio hubo distintos campamentos siendo el más conocido la ya bautizada en 1539 Tarija La Vieja (o Tarixa La Viexa). El 4 de julio de 1574 llegaron a unos valles llanos boscoso y verdoso con la sensación térmica idéntica a la de Andalucía, entre las planicies de la ribera izquierda de un río ancho y caudaloso, se corto las malezas y fue donde Luis de Fuentes y Vargas incrustó su espada al suelo y ordenó levantar el rollo o troco de justicia donde se clavó el acta de fundación y se leyó junto a la Real Cédula, con el nombre de Villa de “San Bernardo” de la Frontera de Tarija, y menciona en línea directa a los indios que las tierras pasan a ser tierras españolas del Rey de España y los indios son vasallos del Rey Felipe II y directamente pasan a ser indios españoles.
La jurisdicción o territorio inicial de la ciudad de Tarija en 1574 se extendía unas 20 leguas (aproximadamente 110 km) cerca de limitar con los territorios de los pueblos de los chichas al oeste (Modesto Omiste y de Sud Chichas) y a las zonas de Nueva Chocaya y Tierra de Paz al noroeste; y más de 30 leguas (aproximadamente 165 km) por el lado este, norte y sur abarcando los pueblos chiriguanos de guancané, guacara y comechones, que estaban comprendidos en la parte septentrional y oriental del Chaco.

### Época virreinal
Durante la etapa de fundación, fue creciendo poco a poco iniciando por la organización del damero, siendo 20 manzanos para los 50 españoles, donde también levantarían iglesias, panteones, el Cabildo, y siendo partícipe de distintas organizaciones, también las exploraciones y el descubrimiento de estructuras, como lo avistado por el lugarteniente, Capitán Juan Rodríguez Durán, logró avistar en sus explicaciones por la jurisdicción de Tarija, una ruinas grandiosas muchas en forma de viviendas, que probablemente pudo albergar 30.000 animas, también vestigios de caminos empedrados que recién están empezando a ser redescubiertos que fueron hechos por las tribus natales.
Tempranamente Tarija gracias a merced de su clima mesotérmico o templado, prosperaron los cultivos y la ganadería: vid, trigo, naranjo, olivo; cría de vacunos, porcinos, ovinos y equinos, esto favoreció la radicación de colonos españoles, sobre todo andaluces y vascos, poco fueron los  mestizos, esto por la escasez de indígenas; tras el estilo de vida campesina criolla y mestiza, dio lugar a la cultura gauchesca en Tarija.

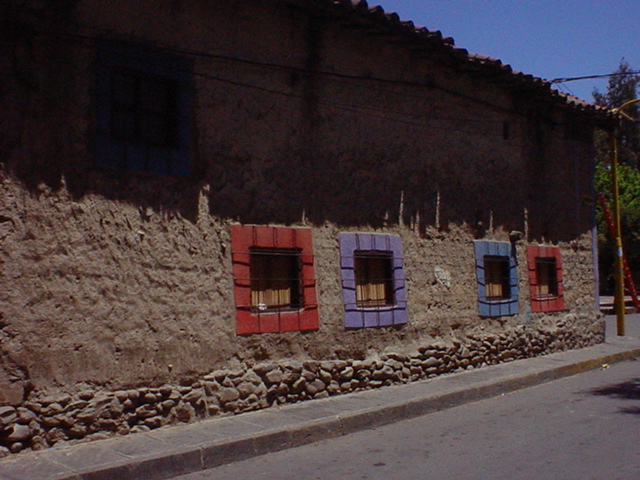
Una vivienda, quizás del o más probablemente del en la Villa de San Bernardo de la Frontera de Tarixa, hoy ciudad de Tarija.

Tarija y su jurisdicción se convirtió en una importante proveedora de vinos y aguardientes (por ejemplo la bebida singani también llamado pisco en el tiempo) a ciertas ciudades de Charcas y al norte del Río de la Plata.

### SigloXIX
Al estallar la revolución de 1809, patriotas argentinos y realistas se disputaron encarnizadamente la ciudad. La Batalla de Tarija estalló el 14 de abril de 1817, comandada por el entonces teniente coronel tucumano, Gregorio Aráoz de Lamadrid, quien venció a las tropas realistas el 15 de abril en el Campo de La Tablada, mientras los guerrilleros gauchos tarijeños encabezados por el chileno Francisco Pérez de Uriondo, José María Avilés, Lorenzo Lugones, Manuel Rojas, José Ignacio Mendieta, Joaquín Tejerina y los capitanes Juan Esteban Garay, Matías Guerrero, Manuel Cainzo y el capitán García sitiaron la ciudad para evitar las comunicaciones de los realistas; victoriosos sumaron un triunfo más para los patriotas, cuya victoria duraría sólo unos meses.
Al final de la guerra de la independencia, comenzó la Cuestión de Tarija, primero entre las Provincias Unidas del Río de la Plata y las provincias del Alto Perú, y luego entre Argentina y Bolivia. El coronel de Milicias Bernardo Trigo Espejo fue nombrado por el militar de origen irlandés Francisco Burdett O'Connor como Gobernador de Tarija en una reunión llevada a cabo en un cabildo en 1825, en reemplazo de Felipe de Echazú. El 14 de noviembre de 1825, luego de la declaración de independencia de Bolivia, y siguiendo la determinación de Simón Bolívar, O'Connor abandonó Tarija, restableciéndose la presencia argentina en la villa. Sin embargo, el 26 de agosto de 1826, un Cabildo Abierto proclamó la voluntad de pertenecer a Bolivia, restituyendo a Bernardo Trigo como gobernador, además de elegir tres diputados para el Congreso boliviano.
Durante la Guerra entre las confederaciones Argentina y Perú-Boliviana entre 1837 y 1839, Bernardo Trigo se puso bajo el mando del Gral. Francisco O’Connor y del Tcnel. Sebastián Estenssoro.

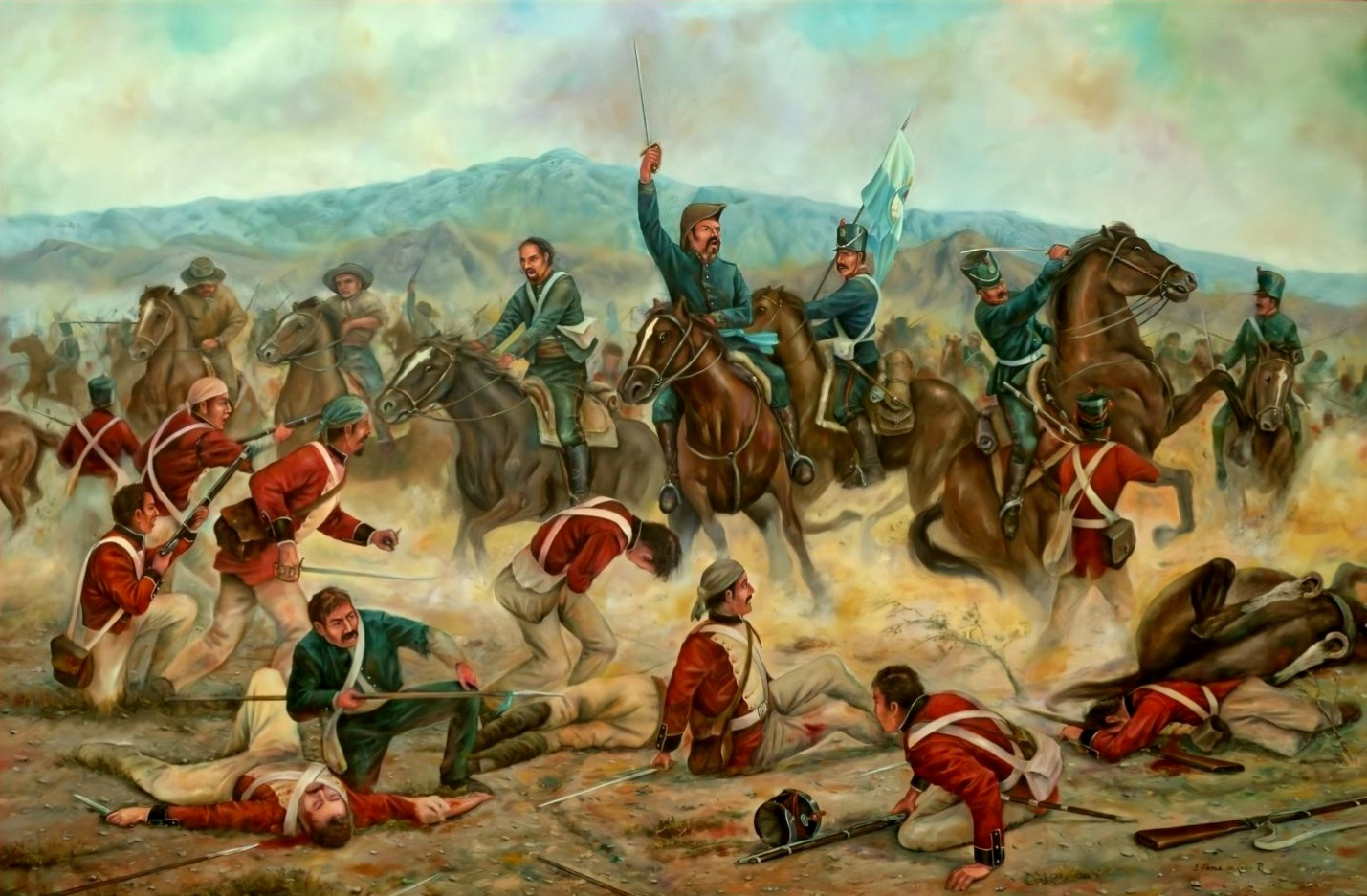
Ilustración de la Batalla de Tarija en el Campo de La Tablada

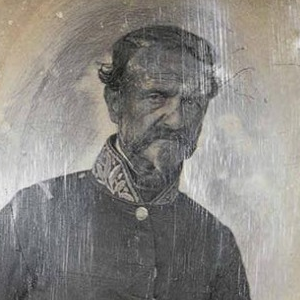
Retrato de Gregorio Aráoz de Lamadrid

### SigloXX
Durante el resto del siglo XIX, la ciudad continuó progresando, material y culturalmente, merced a la radicación de algunas familias de inmigrantes europeos, sirios, judíos y anglosajones que dinamizaron la economía de la región.

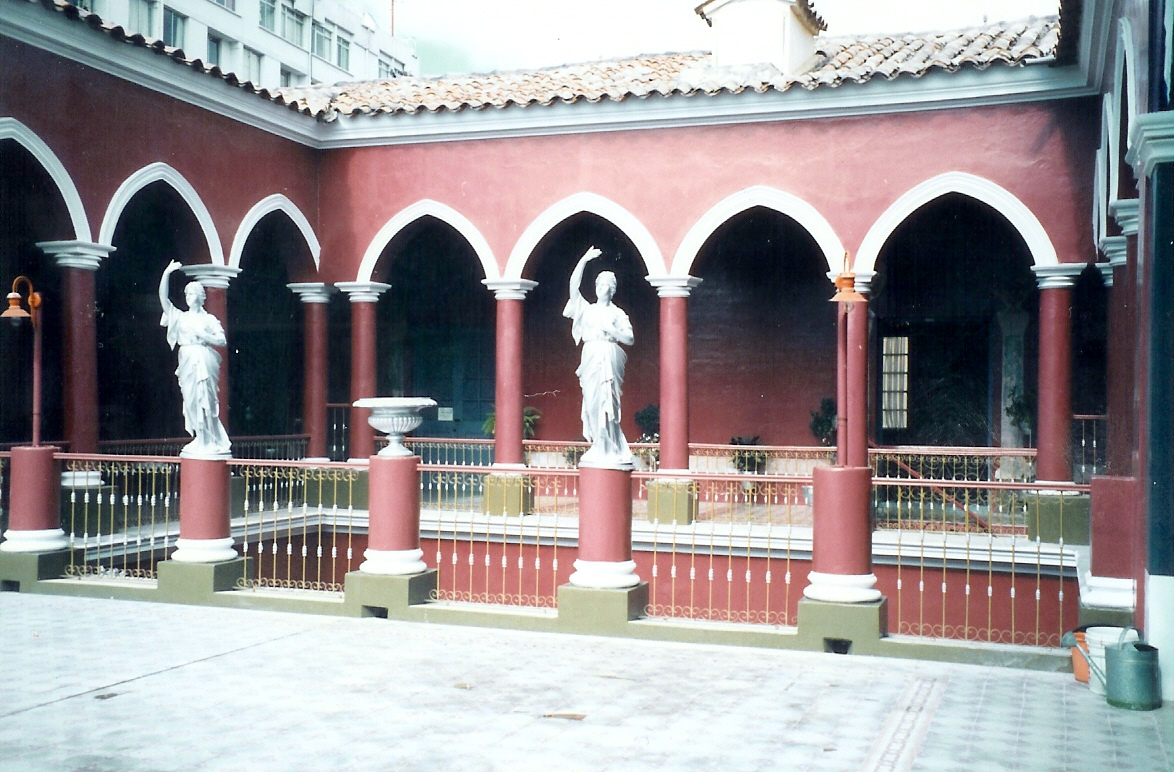
Interior de la Casa Dorada

La urbanización en Tarija empezó lentamente y cuidadosamente, hasta aproximadamente el 1955, donde empezó una ola de migración del interior del país, lo que dio una un crecimiento urbano despreocupado.

### SigloXXI
Durante el siglo XXI se logró obtener infraestructuras y organizaciones que lograron fomentar al turismo; la ciudad de Tarija pasó momentos críticos, debido a las confrontaciones con el gobierno central por distintos reclamos y por el golpe de Estado al gobernador de turno de Tarija, dado a finales de 2010.

## Geografía

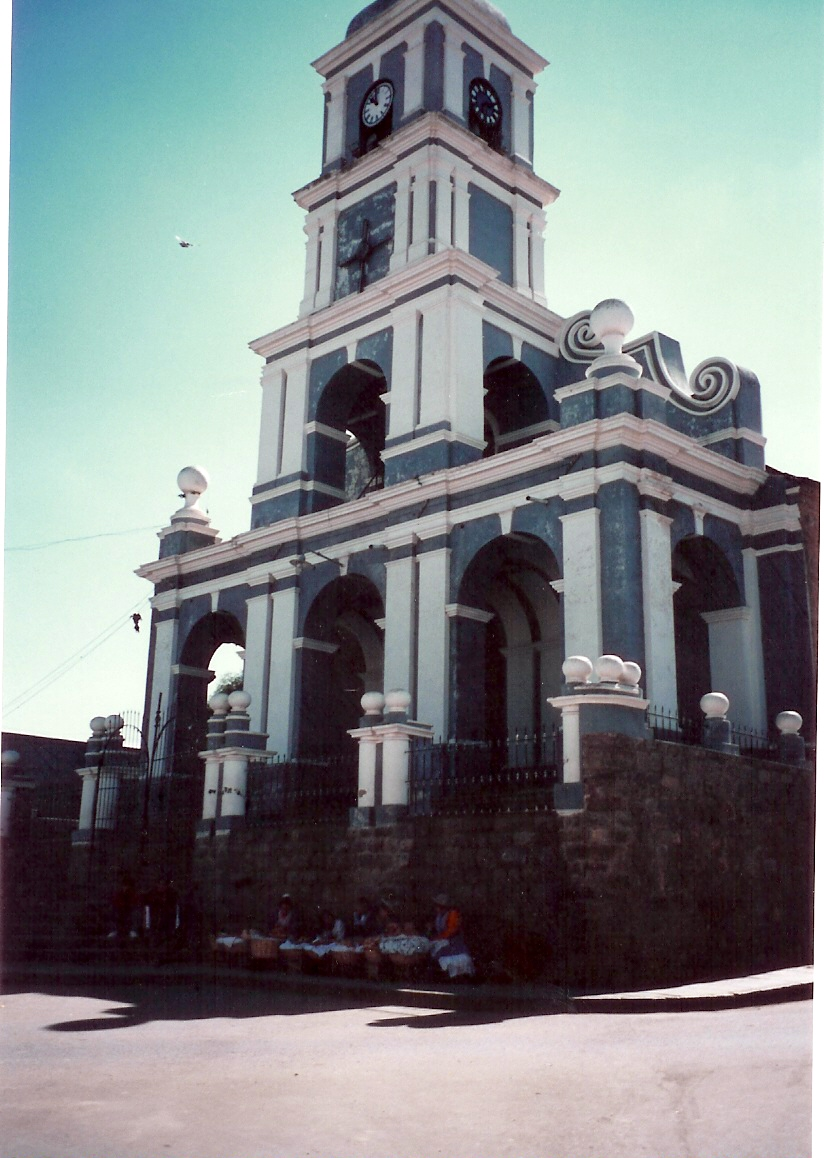
Iglesia de San Roque

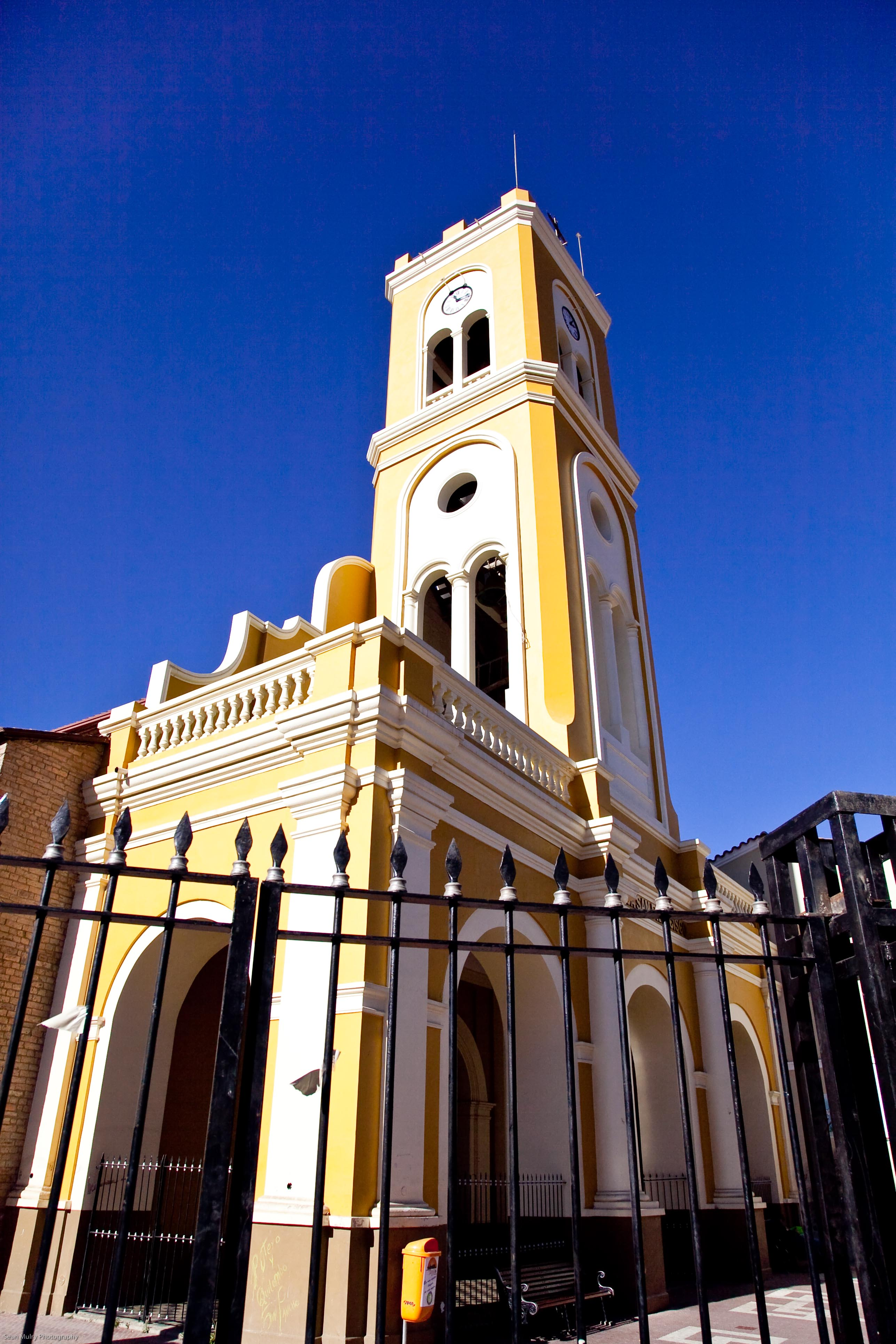
Iglesia de San Francisco.

La ciudad de Tarija integra la Provincia Cercado y se encuentra situada en el valle central del departamento de Tarija. El municipio de Tarija, que ocupa el mismo territorio de la provincia Cercado, limita al norte y oeste con los municipios de San Lorenzo y El Puente de la provincia de Méndez, al suroeste con el municipio de Yunchará y al sur con el municipio de Uriondo, ambos de la provincia de José María Avilés, al sureste con el municipio de Padcaya de la provincia de Arce y al este con el municipio de Entre Ríos de la provincia de O'Connor.

### Clima
Su clima es templado, con una temperatura promedio de 20 °C, aunque cada estación es muy marcada. Durante los inviernos (especialmente durante el mes de julio) la temperatura suele descender por debajo de los 9 °C, llegando a disminuciones térmicas inusuales para la latitud y altitud (la zona es, en los mapas, "tropical"). Esta característica climática, más su ubicación geográfica y altitud favorecen el cultivo de cepas nobles de vid, y por ende vinos de alta gama, como Tannat, Cabernet sauvignon, Sirah y otras.
Los inviernos suelen tener temperaturas agradables durante el día y frías durante las noches; por ejemplo, en 1966, se registró en esta ciudad una temperatura absoluta de -9,5 °C (nueve grados y medio bajo cero) y el 20 de julio de 2010 la temperatura bajó a - 9,2 °C, acompañada por nevadas leves. En el 25 de julio de 2019 se produjo la nevada más copiosa e intensa hasta ahora conocida, tomando en cuenta los registros oficiales que rigen desde 1954. El clima de Tarija puede ser clasificado como clima semiárido cálido (BSh/BSk) — fronterizo con el clima oceánico de invierno seco (Cwb), según la clasificación climática de Köppen.
| Parámetros climáticos promedio de Tarija Airport (elevation: 1,875 m), 1981–2010 normals; extremes 1962–present) | Parámetros climáticos promedio de Tarija Airport (elevation: 1,875 m), 1981–2010 normals; extremes 1962–present) | Parámetros climáticos promedio de Tarija Airport (elevation: 1,875 m), 1981–2010 normals; extremes 1962–present) | Parámetros climáticos promedio de Tarija Airport (elevation: 1,875 m), 1981–2010 normals; extremes 1962–present) | Parámetros climáticos promedio de Tarija Airport (elevation: 1,875 m), 1981–2010 normals; extremes 1962–present) | Parámetros climáticos promedio de Tarija Airport (elevation: 1,875 m), 1981–2010 normals; extremes 1962–present) | Parámetros climáticos promedio de Tarija Airport (elevation: 1,875 m), 1981–2010 normals; extremes 1962–present) | Parámetros climáticos promedio de Tarija Airport (elevation: 1,875 m), 1981–2010 normals; extremes 1962–present) | Parámetros climáticos promedio de Tarija Airport (elevation: 1,875 m), 1981–2010 normals; extremes 1962–present) | Parámetros climáticos promedio de Tarija Airport (elevation: 1,875 m), 1981–2010 normals; extremes 1962–present) | Parámetros climáticos promedio de Tarija Airport (elevation: 1,875 m), 1981–2010 normals; extremes 1962–present) | Parámetros climáticos promedio de Tarija Airport (elevation: 1,875 m), 1981–2010 normals; extremes 1962–present) | Parámetros climáticos promedio de Tarija Airport (elevation: 1,875 m), 1981–2010 normals; extremes 1962–present) | Parámetros climáticos promedio de Tarija Airport (elevation: 1,875 m), 1981–2010 normals; extremes 1962–present) |
| Mes | Ene. | Feb. | Mar. | Abr. | May. | Jun. | Jul. | Ago. | Sep. | Oct. | Nov. | Dic. | Anual |
| --- | --- | --- | --- | --- | --- | --- | --- | --- | --- | --- | --- | --- | --- |
| Temp. máx. abs. (°C)                                                                                             | 36.5 | 37.4 | 37.5 | 37.3 | 36.2 | 34.6 | 36.0 | 37.4 | 39.5 | 39.7 | 37.8 | 38.8 | 39.7 |
| Temp. máx. media (°C)                                                                                            | 27.1 | 26.6 | 26.6 | 25.9 | 24.8 | 24.4 | 23.9 | 25.6 | 26.1 | 27.5 | 27.4 | 27.5 | 26.1 |
| Temp. media (°C)                                                                                                 | 20.8 | 20.3 | 20.2 | 18.6 | 15.5 | 13.6 | 13.2 | 15.4 | 17.0 | 19.7 | 20.3 | 21.0 | 18.0 |
| Temp. mín. media (°C)                                                                                            | 14.7 | 14.1 | 13.8 | 11.3 | 6.3 | 2.7 | 2.5 | 5.2 | 7.9 | 11.9 | 13.3 | 14.4 | 9.8 |
| Temp. mín. abs. (°C)                                                                                             | 6.0 | 4.0 | 5.0 | -2.0 | -3.0 | -7.7 | -9.2 | -8.0 | -4.2 | 0.0 | 3.0 | 0.0 | -9.2 |
| Precipitación total (mm)                                                                                         | 130.2 | 100.4 | 90.3 | 16.1 | 1.7 | 0.2 | 0.3 | 1.9 | 7.0 | 37.1 | 73.2 | 125.9 | 584.3 |
| Días de precipitaciones (≥ 1 mm)                                                                                 | 14.8 | 12.5 | 11.2 | 4.0 | 1.1 | 0.3 | 0.3 | 0.9 | 2.6 | 6.8 | 10.4 | 12.8 | 77.6 |
| Humedad relativa (%)                                                                                             | 67.1 | 68.9 | 68.6 | 65.6 | 58.9 | 53.0 | 51.9 | 50.0 | 50.8 | 54.6 | 59.6 | 64.1 | 66.2 |
| Fuente: Servicio Nacional de Meteorología e Hidrología de Bolivia                                                | | | | | | | | | | | | | |

## Demografía
De acuerdo con el censo boliviano de 2024, la población del municipio de Tarija es de 238 942 habitantes.
La población del municipio aumentó más del doble entre 1992 y 2024:
| Año  | Habitantes (municipio) | Fuente |
| ---- | ---------------------- | ------ |
| 1992 | 108.241                | Censo  |
| 2001 | 153.457                | Censo  |
| 2012 | 205.346                | Censo  |
| 2024 | 238.942                | Censo  |

## Economía
La principal actividad económica del municipio es el turismo, la industria vitivinícola y la gastronomía, tanto de la región como de carnes asadas a la brasa o a la leña. Se producen vinos y singanis de gran calidad para el consumo nacional y la exportación. La ciudad tiene también plantas de procesamiento de derivados lácteos,y grandes ganados, industrias madereras, fábricas de cerámica roja y envasadoras de frutas. La mayoría de estos productos tienen mercados dentro y fuera de Bolivia. También el comercio informal que da más que cualquier cosa (contrabando).
El área rural del municipio abarca un área extensa, con micro regiones en las cuales se desarrolla una actividad agrícola muy diversificada. Además de cultivos de vid, tiene cultivos de pepinillo, ajo, arándanos, orégano y flores para el mercado nacional y para la exportación. Tiene hatos de ganado lechero Holstein y granjas avícolas de gran capacidad productiva. Además de las labores agropecuarias, Tarija es sede de hábiles artesanos que fabrican sombreros, tejidos y cerámicas.
Tarija tiene una ventajosa ubicación que orienta su actividad turística, particularmente con la República Argentina. Su producción agropecuaria se ha visto favorecida con la construcción de la represa San Jacinto, que provee de agua para riego al valle central. San Jacinto también genera electricidad y es un centro de interés turístico.

## Estructura urbana

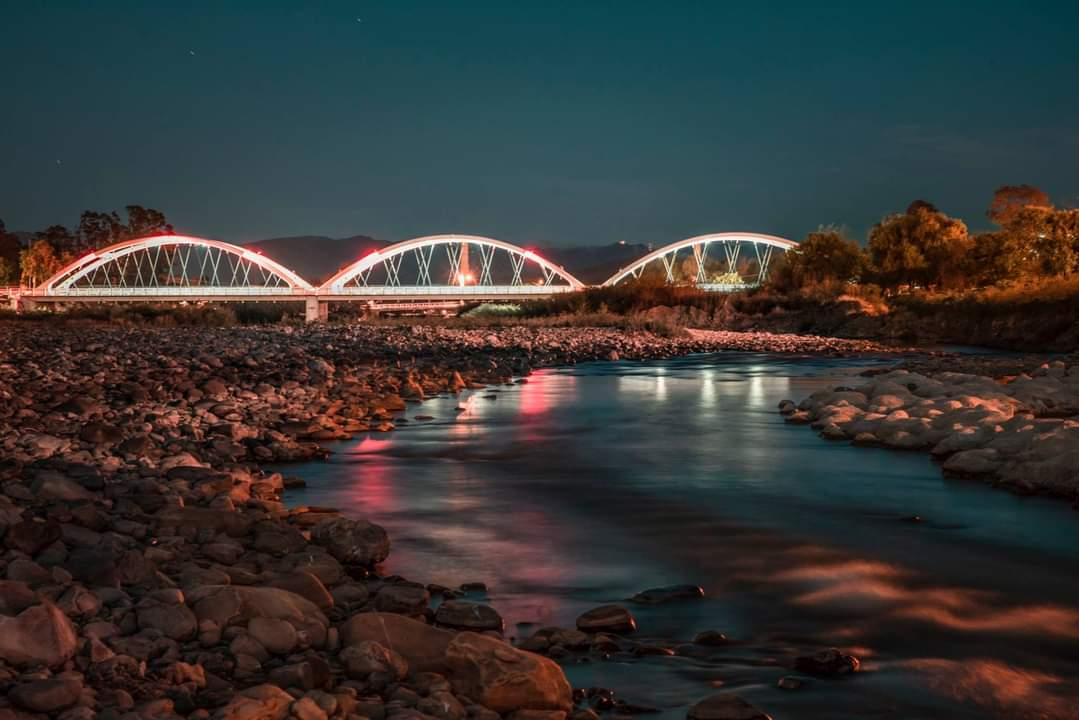
Puente Bicentenario sobre el río Guadalquivir.

Tarija originalmente se encontraba situada al lado del río Guadalquivir; sin embargo, con el paso de los años, el crecimiento de la población hizo que la mancha urbana se expandiese hasta el otro lado del río, haciendo que el mismo ahora atraviese la ciudad, sobre él además se han edificado varios puentes que incluyen al Puente San Martín, el Puente Bicentenario y el Puente del Peregrino.  
Como la mayoría de las ciudades fundadas por españoles en Bolivia, esta se organiza en torno a una plaza principal. En las últimas décadas, la ciudad ha experimentado profundos cambios que han alterado los rasgos centrales de la pequeña y tranquila Tarija de antes. La transformación responde probablemente a la cada vez mayor inserción de Tarija en el esquema del libre mercado, adquiriendo ciertos rasgos de una sociedad moderna, capitalista y de masas, al igual que muchas otras sociedades latinoamericanas al influjo de la globalización.

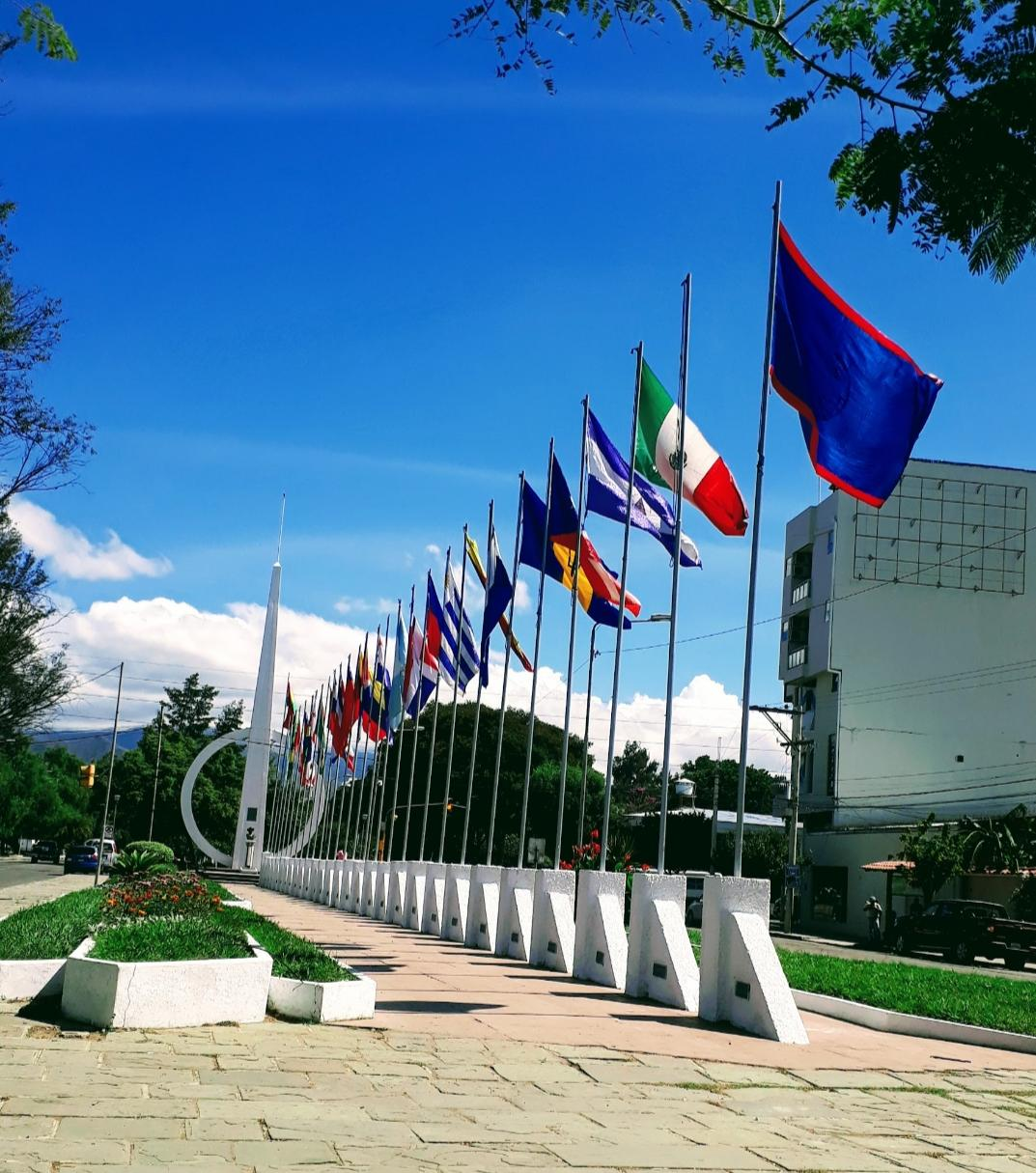
Obelisco de Tarija.

La avenida principal de la ciudad es la avenida Víctor Paz Estensoro, ella brinda una imagen soberbia de Tarija con sus hileras de árboles viejos de diferentes especies, su vecindad con el río Guadalquivir le dio un valor paisajístico y recreativo muy importante a la zona, con el tiempo se fueron edificando infraestructuras públicas como la Ex-Terminal de Buses, el complejo deportivo García Ágreda, el Comando Departamental de la Policía y el rectorado de la Universidad Autónoma Juan Misael Saracho. Otras avenidas importantes incluyen la Av. de la Integración, en la cual poco a poco se han ido instalando negocios, condominios y espacios recreativos como el Cine Center. Además, en ella se realizan muchas de las actividades festivas tradicionales como el Carnaval Chapaco y la Entrada de Comadres.  
Muchas de sus calles también han incorporado importantes elementos de construcción vanguardista, como el Obelisco de Tarija y el Mirador de los Sueños o también conocido como La Copa, una estructura con forma de una copa de vino formada por cristales que permite a las personas ingresar dentro de ella y tener un panorama de trescientos sesenta grados de la ciudad.  

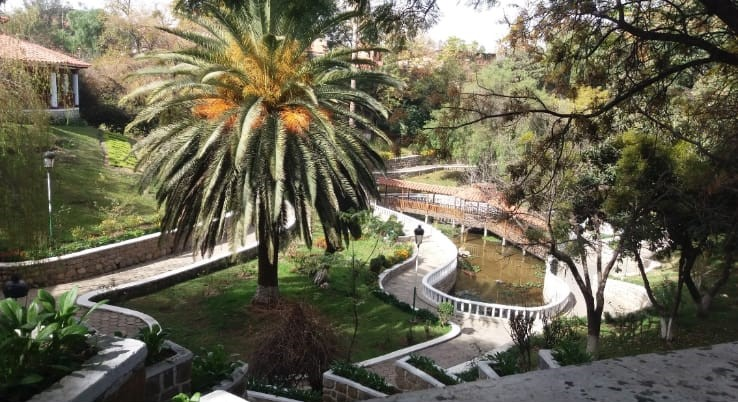
Parque de las Flores.

El clima favorable que acompaña a Tarija ha permitido la construcción de plazas y parques a lo largo y ancho de la ciudad. En la Plaza Sucre se encuentran varios restaurantes de comida tanto típica como internacional que atraen generalmente a jóvenes, mientras que en el Parque Bolívar también se pueden encontrar patios de comida y una variedad de heladerías y cafés. Otro importante parque de Tarija es el Parque de las Flores, ubicado en inmediaciones del barrio La Loma, éste fue una de las primeras áreas verdes de la capital chapaca y ella es un lugar de encuentro para enamorados. Otros sitios de atractivo en la ciudad son sus parques y paseos: la Fuente de los Deseos, el Puente San Martín, el Bio Parque Urbano en la zona de Las Barrancas, los miradores del Sagrado Corazón de Jesús ahora conocido como de La Loma, Mirador de los Sueños, Juan Pablo II, el  Parque de las Flores, el Parque de los Héroes y el Parque Laberinto. 

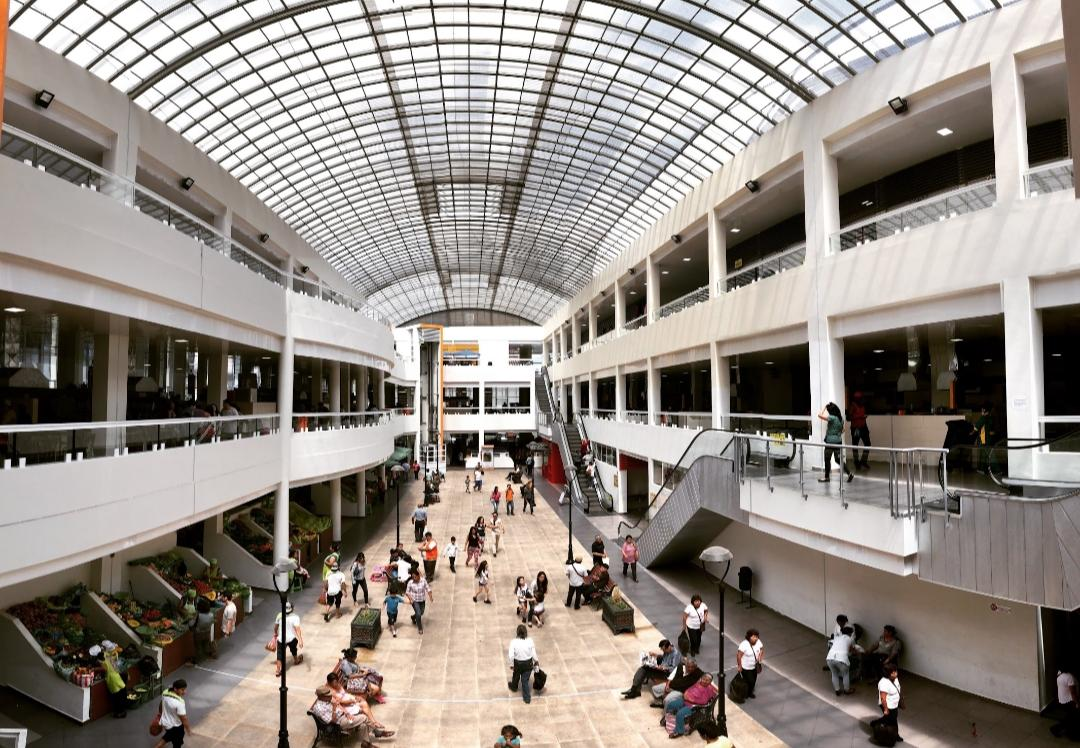
Mercado Central de Tarija.

El gobierno de la ciudad también ha priorizado estos últimos años en la construcción de nuevos y modernos mercados que incluyen el Mercado Central, el Mercado La Loma, el Mercado Bolívar, el Mercado Abasto del Sur y el Mercado San Martín. El Mercado Central es el más antiguo de todos, con más de 120 años de historia, en un proceso de modernización de las instalaciones, un nuevo edificio fue inaugurado en 2018, este fue descrito como la "tradición mezclada con la modernidad". Además de contar con tiendas de abarrotes, artesanía local y nacional, alimentos procesados artesanalmente, prendas de vestir, frutas frescas, cestos de mimbre, variedad de gastronomía típica local patio de comidas tradicionales, cuenta con ascensores, escaleras eléctricas y juegos infantiles. Desde la inauguración del nuevo edificio se ha convertido en uno de los centros más importantes para el turismo de la ciudad.

## Patrimonio

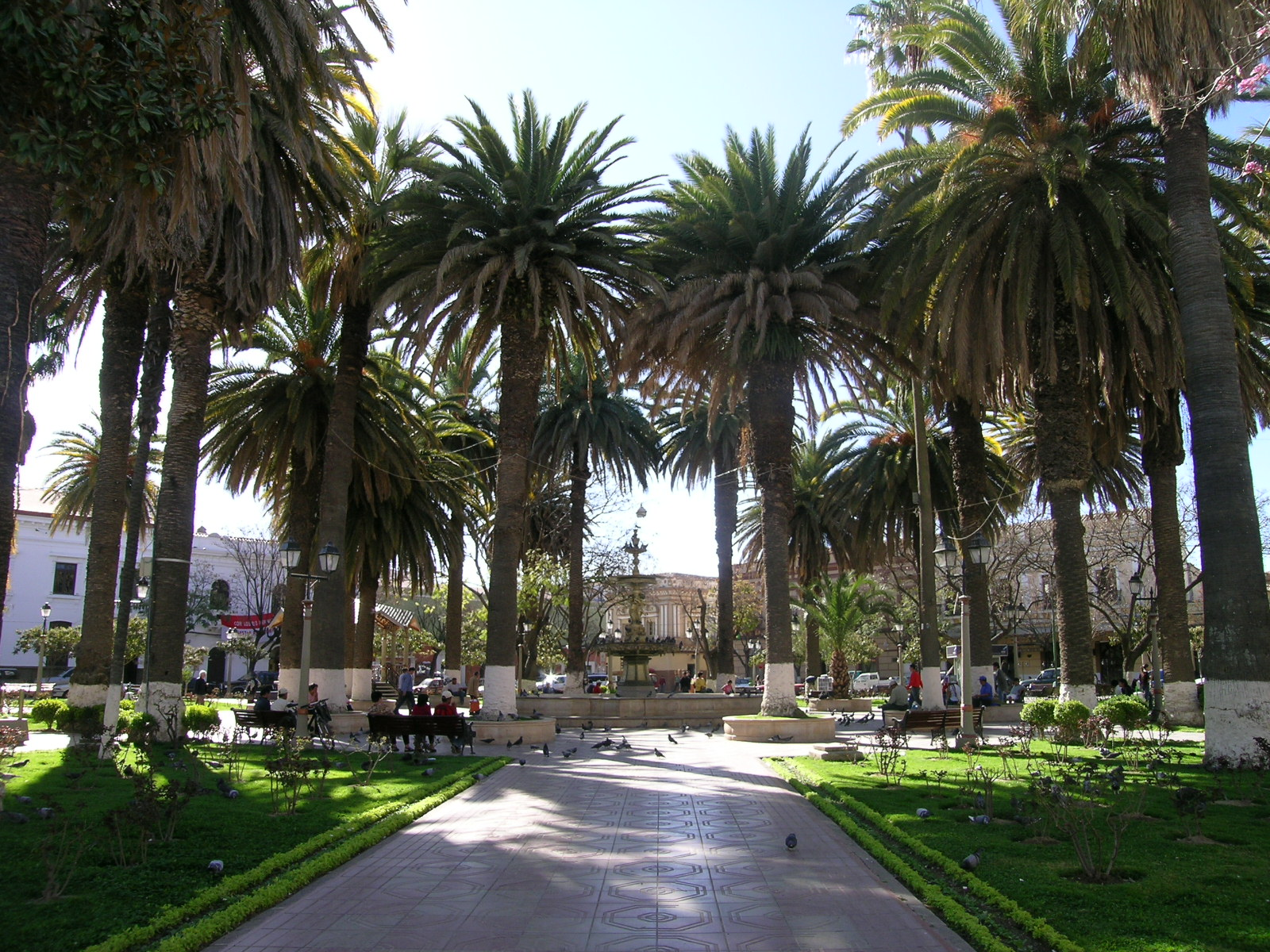
Plaza Luis de Fuentes.

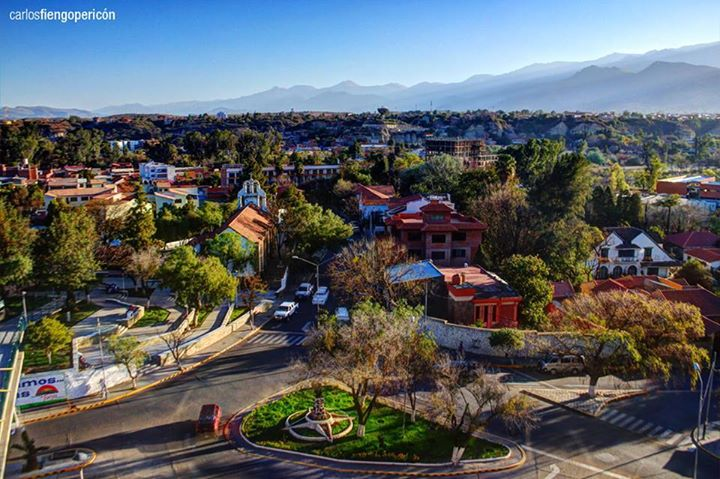
Vista desde el Mirador Sagrado Corazón de Jesús (Loma de San Juan)

Tarija posee interesantes edificios de la arquitectura colonial. Actualmente tiene una característica que la diferencia de las otras ciudades fundadas en la misma época dentro del Imperio español: la iglesia principal o Catedral Metropolitana, no se encuentra frente a la Plaza Mayor (hoy Plaza Luis de Fuentes). Sin embargo, la catedral no es el templo religioso más antiguo de la ciudad, sino la capilla de San Juan, emplazada en 1576 en la colina del mismo santo, por lo que hoy en día se la conoce como capilla de la Loma de San Juan. No existen registros históricos que expliquen su emplazamiento, orientación y vista en ese lugar; probablemente el campanario de la capilla de San Juan fue un referente geográfico de llegada a la antigua  Villa de San Bernardo de la Frontera, al descender por el Camino de Indígena desde la cordillera de Sama, o el  antiguo y más próximo acceso, por la cuesta del Gallinazo (actualmente en desuso por efecto del camino construido hacia las comunidades de La Tablada, Tolomosa y San Jacinto) que desembocaba al antiguo vado del río Guadalquivir, donde actualmente se encuentra el puente peatonal denominado "Puente del Peregrino".
Otros templos religiosos interesantes de observar son la iglesia de San Roque, inaugurada en 1632, y el convento de San Francisco, inaugurado en 1606. Dicho convento es actualmente parte del Museo Franciscano de Tarija, con importantes colecciones de arqueología y arte sacro.  
También son icónicas dos hermosas edificaciones estilo art nouveau: la Casa Dorada (actualmente Casa de la Cultura) y el Castillo Azul.
Entre sus instituciones de divulgación cultural se encuentran la biblioteca municipal, con más de 15.000 volúmenes, el Museo de la Pinacoteca de Tarija (se destacan pinturas del período colonial), las escuelas de ballet;  el Museo Paleontológico de Tarija y el Observatorio Astronómico Nacional de Bolivia.
En Tarija se encuentra la Universidad Juan Misael Saracho.
Aproximadamente a 15 kilómetros al norte de la ciudad de Tarija, se encuentra la localidad de San Lorenzo con casas del período colonial; donde se encuentra la casa, ahora museo, que perteneció al líder de los milicianos Gauchos de Güemes en Tarija, Eustaquio Méndez.
Hacia el suroeste de la ciudad de Tarija, casi en los límites compartidos por Salta y Jujuy se encuentra la población de Chaguaya, distante a 65 km de la ciudad; siendo célebre por su santuario dedicado a la  Virgen.
En diciembre de 2021, la Fiesta de San Roque o también llamada la Fiesta Grande de San Roque de Tarija, celebrada entre agosto y septiembre de cada año, fue declarada Patrimonio Cultural Inmaterial de la Humanidad por la UNESCO.

## Cultura

### Festividades y entradas

#### Fiesta de Comadres

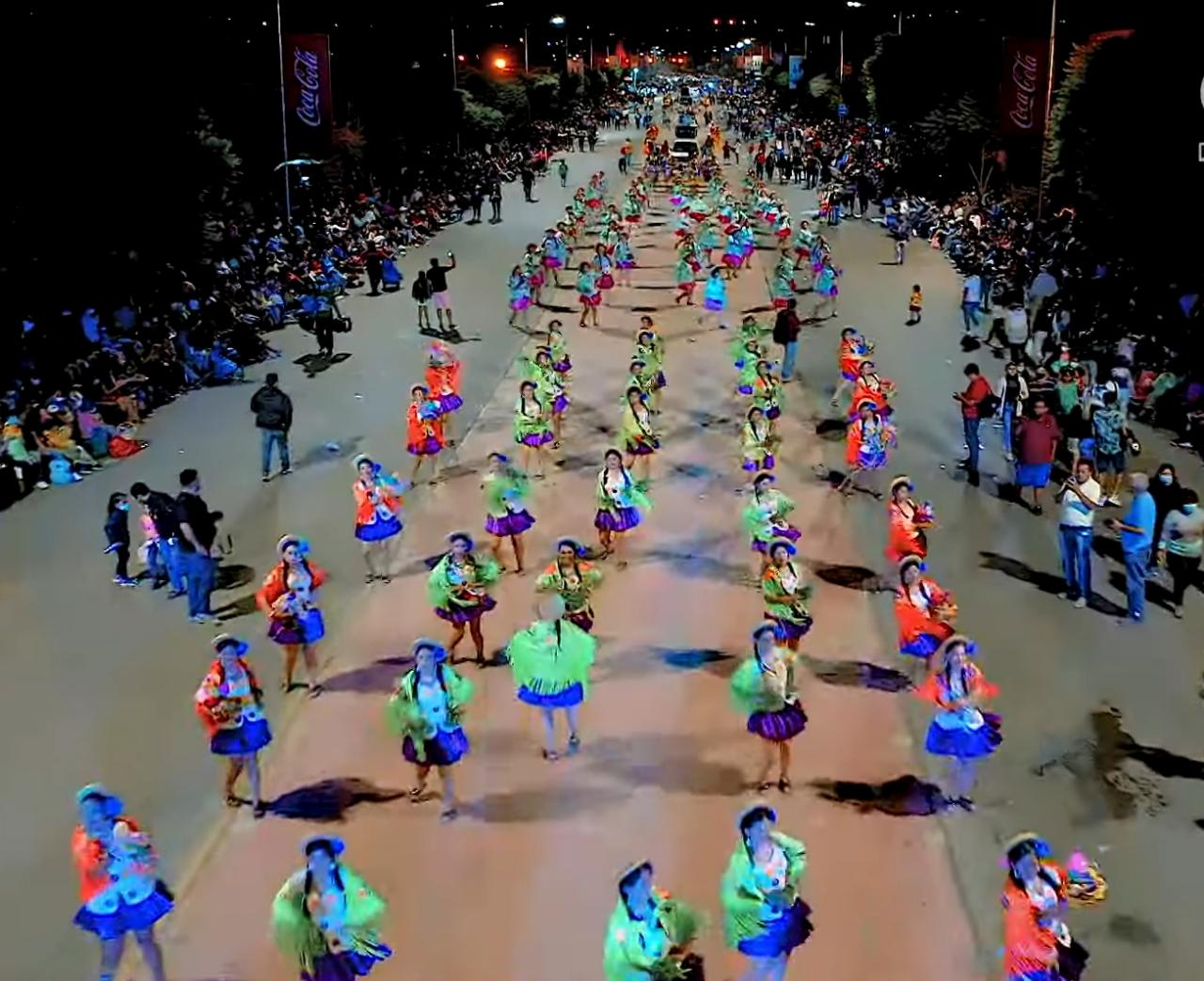
Entrada de Comadres.

Anualmente el jueves de Comadres (que se celebra una semana antes de Carnaval) se lleva a cabo la Entrada de Comadres en la avenida de la Integración. Es una de las fiestas más representativas de la cultura tarijeña. Participan más de 5.000 bailarinas quienes visten con el típico traje de "chapaca". Con su origen estimado en tiempos de la colonia, la tradición se ha mantenido vigente y ha cobrado gran importancia, llegando a recibir decenas de miles de visitantes nacionales e internacionales. 
El Día de Comadres las instituciones públicas y privadas permiten a las mujeres trabajar vistiendo el traje de "chapaca", y las estudiantes mujeres pueden hacer lo propio; también hay tolerancia para realizar los intercambios de canastas, un acto de amistad que consiste en entregar una canasta de cañahueca que contiene frutas y vegetales como uva y duraznos de la época, la tradicional albahaca que adorna la canasta y globos, serpentinas y banderines festivos entre mujeres que a partir de ese se momento sellan su amistad y se convierten en "comadres". En 2020 el Senado de Bolivia declaró a la festividad como Patrimonio Intangible de Bolivia.

#### Fiesta de Compadres
El jueves de Compadres también fue declarado Patrimonio Intangible de Bolivia en 2020. Se celebra anualmente en penúltimo jueves antes de Carnaval y es la fiesta que inicia los actos carnavaleros. Similar a como sucede en Comadres, en Compadres las instituciones públicas y privadas, escuelas y universidades, permiten a los hombres asistir a sus fuentes laborales y educativas asistir con el traje de chapaco, cuyo mayor distintivo son camisas de diferentes colores con flores bordadas. El sello de amistad se realiza con una canasta y compartiendo vino (la bebida típica de Tarija). 

#### Carnaval Chapaco
Con varias semanas de anticipación grupos carnavaleros se preparan para este importante acontecimiento de alegría y regocijo popular. Se pueden apreciar a muchos hombres y mujeres cabalgando y tocando el erque y la caja (instrumentos musicales típicos de Tarija) en las principales avenidas y calles de la ciudad anunciando el inicio del Carnaval Chapaco. 
El viernes se elige a la Reina del Carnaval Chapaco entre las reinas de todas las comparsas participantes y el sábado se efectúa el llamado Carnavalito Infantil en que también se elige la Reina de los niños.
El domingo se produce el "Corso Infantil" o desfile de los grupos infantiles carnavaleros que disfrazados bailan y se divierten en la Av. Víctor Paz al ritmo de la música tarijeña.
Entre medio, durante los días previos y del carnaval se realizan diversas actividades como el concurso de coplas, el concurso folklórico campesino de música y baile y otros eventos que congregan a mucha gente y visitantes. El día domingo de Carnaval es el "Gran Corso" de mayores que resulta ser el acontecimiento central del carnaval tarijeño en el que todas las comparsas y personas que participan se presentan con sus mejores trajes alegóricos, carros decorados y alegría para dar rienda suelta a la diversión, al ritmo de la música local.
El día lunes se hace la elección de la Reina del Carnaval Campesino, en alguna localidad cercana a la ciudad, acto también muy concurrido por locales y visitantes.
El martes es el "Día de la albahaca" entremezclado con la costumbre boliviana de la Ch'alla (celebración ritual de origen quechua, consistente en brindar ofrendas a la madre tierra: la Pachamama).
Durante la semana se realizan otras actividades como el Carnaval del Palmarcito, el Carnaval Andino y otras manifestaciones hasta que el día domingo o "de tentación" se entierra el Carnaval encerrando nuevamente al diablo en plena plaza principal y a cargo de los responsables de grupos carnavaleros, en un interesante acto ritual en el que se usan disfraces con cuernos. El carnaval chapaco en el campo también es muy alegre y concurrido.
En las provincias y pueblos cercanos el carnaval tiene gran ascendencia y se celebra alegremente con ritmos tradicionales en los que brilla la "chapaquita" o mujer tarijeña, conocida por su exótica belleza y los varones famosos en la región por su aire y cantador. La ciudad cuenta con todas las facilidades necesarias para los visitantes.

#### Festividad de la Virgen de Chaguaya
La Fiesta de Virgen de Chaguaya inicia a mediados de agosto y culmina el 15 de septiembre congrega a miles de creyentes en el Santuario ubicado en la comunidad de Chaguaya, en el municipio de Padcaya, y es un símbolo de fe, economía y turismo para la población de Tarija. 
Durante ese tiempo se realiza una peregrinación en la que se recorren 67,5 kilómetros para llegar al santuario, es una de sus principales actividades, enmarcada en el dogma católico, que se realiza por esta festividad, misma que por dos años consecutivos estuvo paralizada por la pandemia del coronavirus. Es una actividad altamente turística pues se reúne a más de 20 mil personas en Tarija. El recorrido también es una gran muestra humanidad pues varios de los profesantes se asientan las orillas de las carreteras para brindas refrescos y bocadillos gratis a los peregrinos. 

#### Fiesta de San Roque

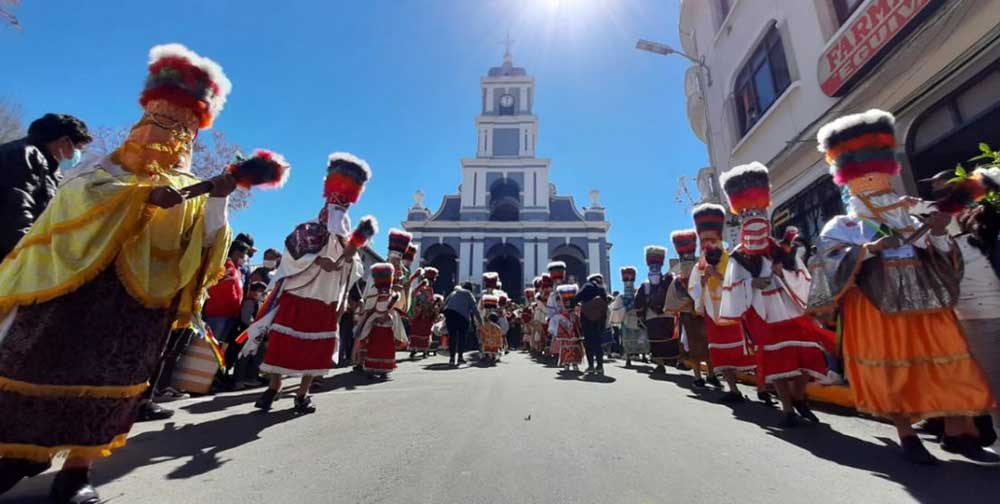
Entrada de los chunchos por la Fiesta de San Roque.

La Fiesta de San Roque o Fiesta Grande de San Roque es una de las muestras de fe religiosa más importantes de Bolivia. Se lleva a cabo a partir del 16 de agosto y cuenta con la participación de los chunchos, quienes realizan entradas por las calles de la ciudad vistiendo unos coloridos trajes. En 2021 fue la Organización de las Naciones Unidas, para la Educación, la Ciencia y la Cultura (Unesco) la declaró como Patrimonio Cultural e Inmaterial de la Humanidad.

## Gobierno

### Administración

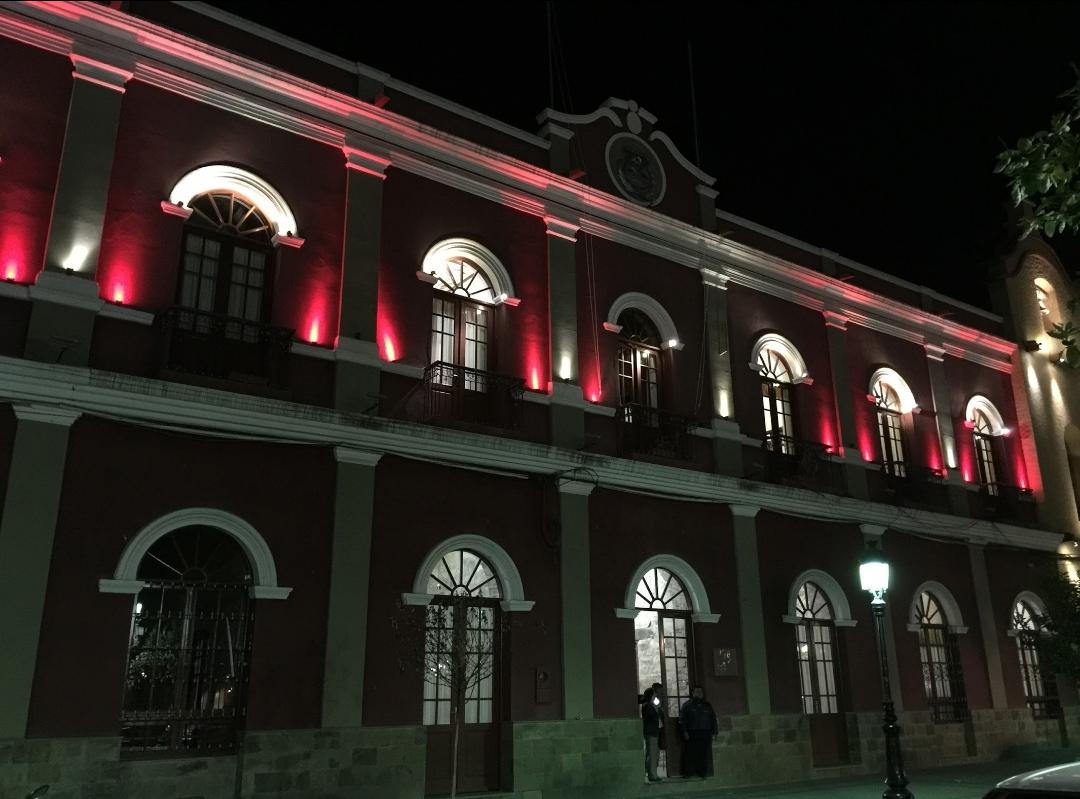
Patio del Cabildo sede del Consejo Municipal de Tarija

La ciudad de Tarija es capital de la Provincia Cercado, conformando todo su territorio el municipio de la ciudad de Tarija y la provincia Cercado. El mismo que se rige por un gobierno autónomo municipal, compuesto por el ejecutivo municipal, cuyo nombre oficial es Gobierno Autónomo Municipal de Tarija, y un legislativo municipal, siendo su nombre oficial Concejo Municipal.

### Barrios

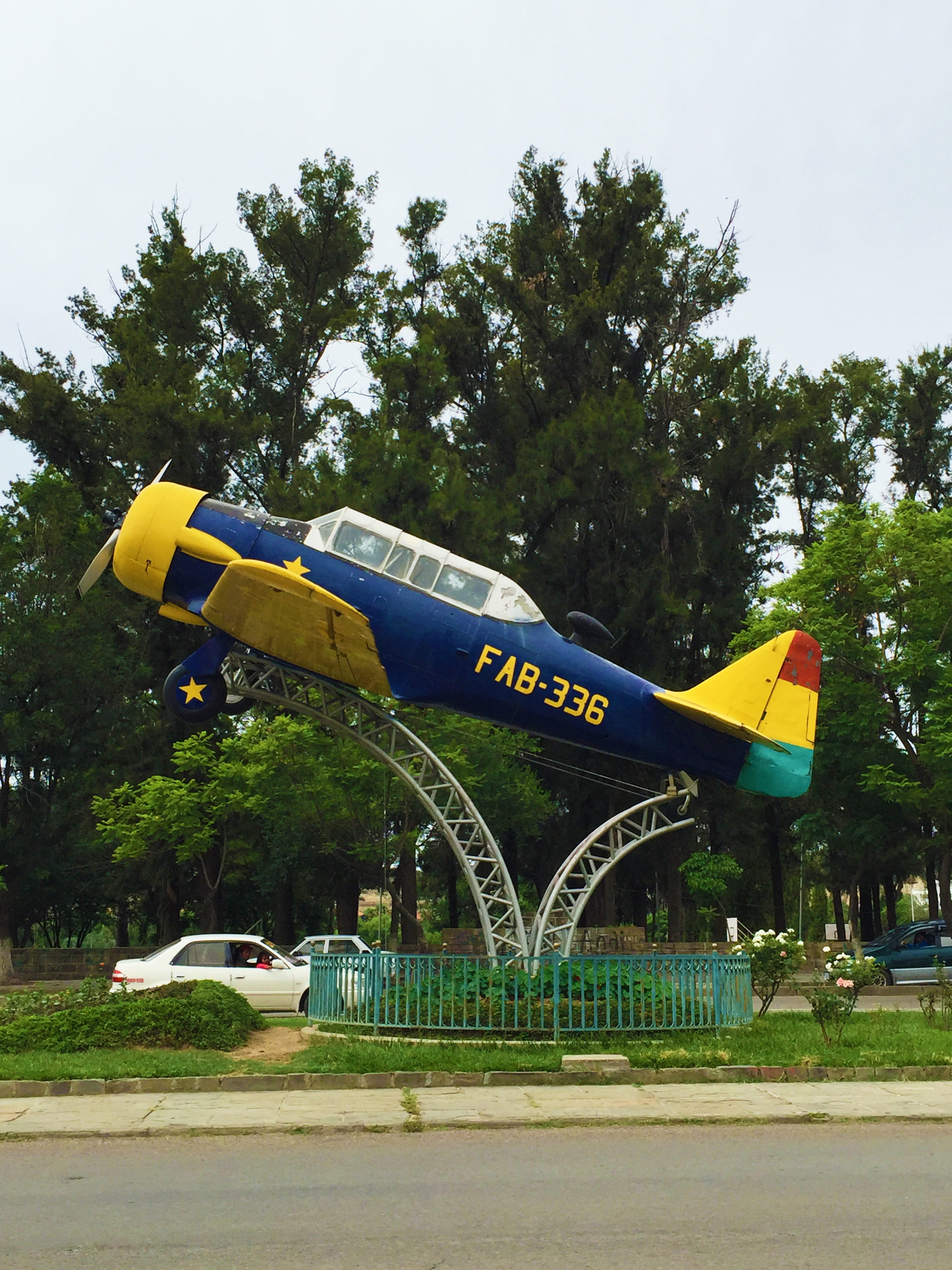
Avión de caza de la Guerra del Chaco en exposición en la Avenida Víctor Paz Estenssoro de la ciudad de San Bernardo de Tarija

El municipio de Tarija reconoce a 117 "Organizaciones territoriales de base", las mismas que en el área urbana son los barrios y en el área rural las comunidades campesinas.
La ciudad de Tarija se ha expandido por ambas orillas del río Guadalquivir, en medio de un ameno valle, rodeado de boscosas y empinadas montañas. Aunque en la actualidad son más de 150 organizaciones vecinales, los principales barrios son:
| - El Molino - Las Panosas - San Roque - La Pampa - Virgen de Fátima - La Loma de San Juan - Narciso Campero* Casco Histórico Central - Aranjuez - Miraflores - El Tejar - San Gerónimo - Petrolero - San Blas - San Juan - Defensores del Chaco - La Banda - Villa Germán Busch - El Gallinazo - Rosedal - Juan XXIII - San Martín | - Fabril - Juan Nicolay - 4 de Julio - Central - María de los Ángeles - Chapacos - 3 de Mayo - Luis de Fuentes - Urbanización catedral - Andalucía - Virgen de Chaguaya - Luis de Fuentes - Bicentenario - Libertad - 2 de Mayo - SENAC - Alto Senac - Tabladita - Tabladita II - San Antonio - Barrio Magisterio - Las Palmas - Méndez Arcos - 30 de Septiembre - Pedro Antonio Flores - Aniceto Arce (popularmente, Palmarcito) - Panamericano - San Bernardo - 1 de Mayo - Méndez Arcos - Barrio Aeropuerto - Lourdes - Bartolinas - Los Álamos - Las Velas | - Luis Espinal - Las Pascuas - Morros Blancos - Simón Bolívar - Torrecillas - San Roque - Villa Abaroa - Moto Méndez - 6 de Agosto - Salamanca - San José - San Luis - San Jorge II - La Florida - Villa Fátima - Vicente Mealla - Santa Isabel - San Sebastián - Vida Nueva - Santa Cecilia I - Santa Cecilia II - Jesús María - San Miguel (Distrito 6) - Cadepia - 25 de Mayo | - Santa Rosa - Oscar Zamora - San Salvador - Simón Bolívar - Las Retamas - Independencia - Jesús de Nazaret - 26 de Agosto - El Trigal - Tarija Linda - 27 de Mayo - Nueva Jerusalén - Fray Quebracho - Los Laureles - Chapacos II - 20 de Enero - 15 de Junio - Santa Fe - La Cañada - Guadalquivir - Tarijeños en Progreso - Che Guevara - Temporal - San Jorge I - Montecristo (Distrito 9) - 14 de Enero - Juan Pablo II - Aeropuerto - Amalia Medinaceli - La Huerta - Antofagasta | - El Chañar - Monte Centro La Banda - Eucaliptos - Simón Bolívar - Corazón de Jesús - La Torre - Universo - Baizal - Jardín Portillo - 6 de abril - Japón - 1 de abril - Carmen de Aranjuez - ATIM - 57 Viviendas - 14 Viviendas - Nuevo Amanecer - 10 de Febrero - Niño Salvador - San Miguel (Distrito 7) | - San Pedro de Buena Vista - Los Tajibos - Mirador Los Pinos - 28 de Enero - Manantial - Isaac Attie - Nueva Andalucía - 15 de Agosto - El Rosal - 7 de octubre - Organización de Mujeres Luis Espinal - Montecristo (Distrito 6) - Copacabana - El Prado - Juana Azurduy de Padilla - Integración Iscayachi - San Valentín - Pampa Galana - El Arenal - Los Parrales |

## Servicios básicos

### Abastecimiento de agua

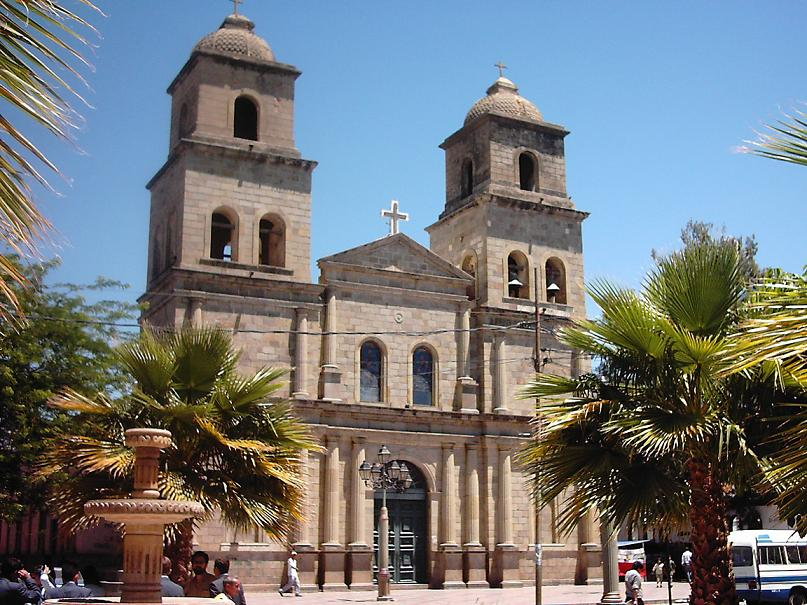
Catedral Metropolitana de la ciudad de Tarija, llamada Catedral de San Bernardo de Tarija.

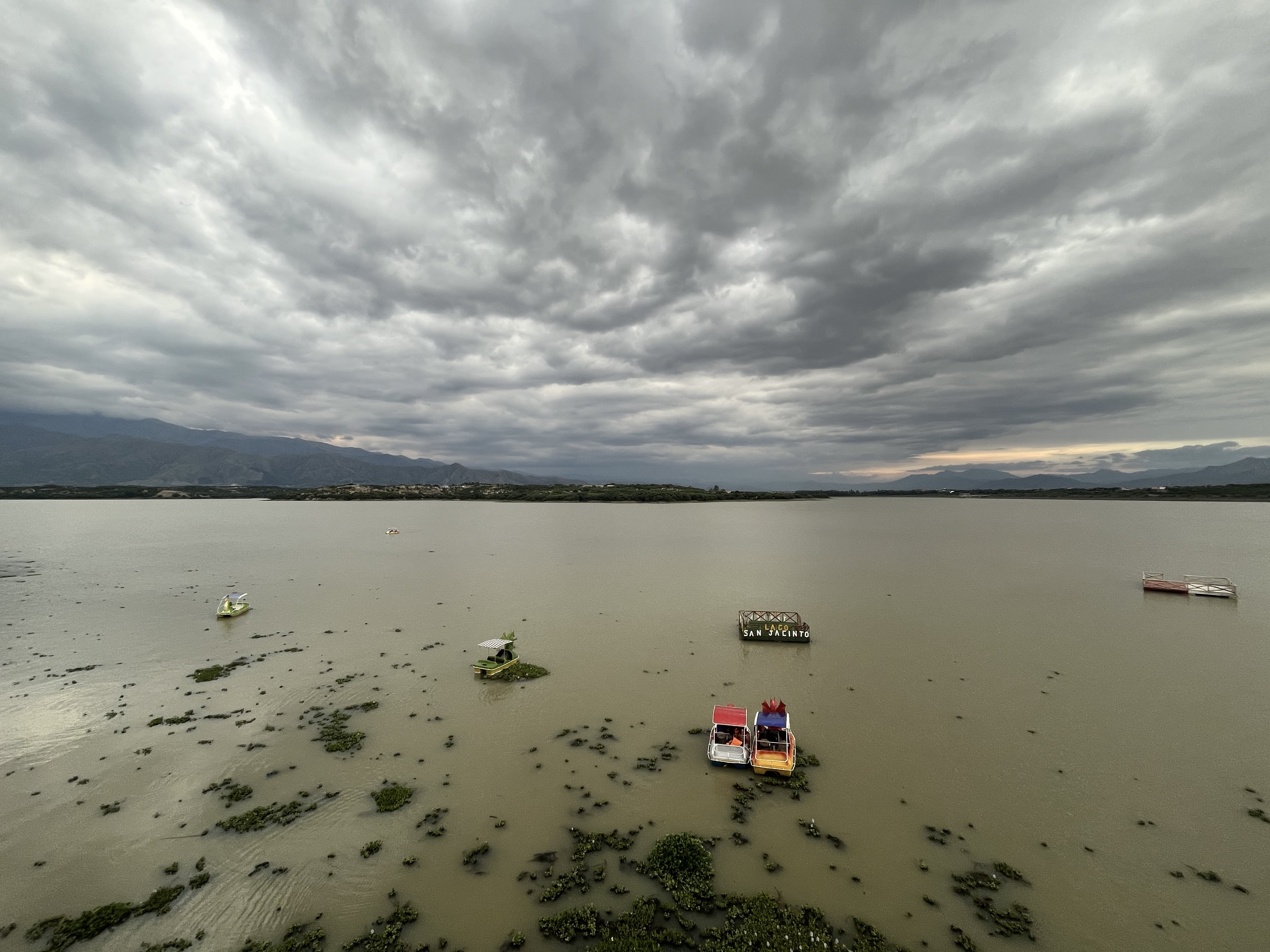
Embalse San Jacinto, ubicado al sur de la ciudad.

La principal fuente de abastecimiento de agua potable de la Ciudad de Tarija es el río Victoria. Las obras de captación se encuentran 12 km al oeste de la ciudad, a una elevación promedio de 2200 m s. n. m. La ubicación de la presa derivadora se halla en el sitio denominado Rincón de la Victoria. Dicha obra construida en 1989 está constituida por un vertedero que se dispone prácticamente perpendicular al lecho del río, con una altura aproximada de 2,0 m y una longitud de 20 m. A 1600 m aguas debajo de la presa derivadora se encuentra una galería filtrante de una longitud de 30 m, un ancho de 0,60 m y una altura de 0,80 m. La galería se encuentra a una profundidad promedio de 6,70 m. Los caudales son del orden de 380 l/s. Existen en las márgenes izquierda y derecha del río Victoria captaciones menores, denominadas Cajón, que aporta 8 l/s, y el Pasacanal con 10 l/s, que funcionan solo en la época de estiaje.
Las deficiencias del abastecimiento, que se agudizan en el estiaje, han dirigido la atención al río Guadalquivir, de tal manera que se ha construido una planta de bombeo en el río, en el Angosto de Aranjuez, sitio desde el cual se bombea hasta la planta de tratamiento existente en Tabladita. El proyecto está orientado exclusivamente para satisfacer las necesidades de la época seca (agosto-noviembre).

### Transporte

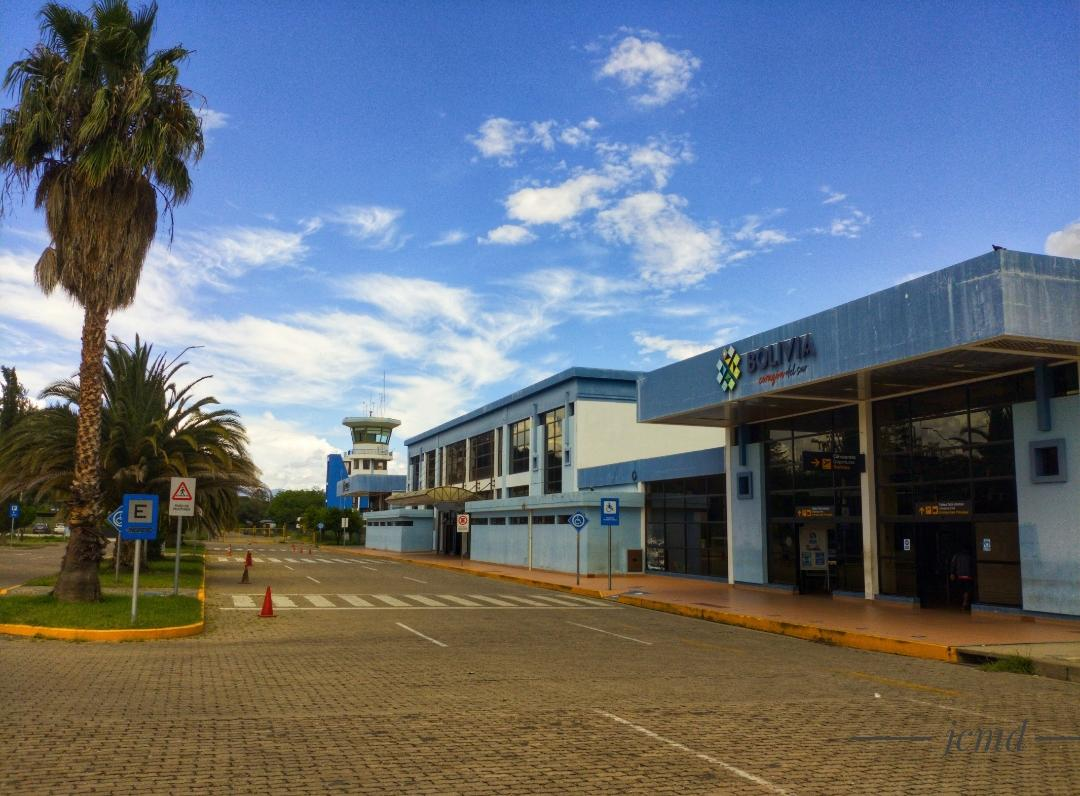
Aeropuerto Internacional Oriel Lea Plaza.

El aeropuerto Capitán Oriel Lea Plaza es la terminal aérea de la ciudad, ubicada al suroeste de la ciudad, con vuelos a destinos nacionales y conexiones internacionales.
En el sur de la ciudad se encuentra la nueva terminal interdepartamental de buses  "Torrecillas".
En cuanto al transporte urbano, en 2018 el Gobierno Municipal de Tarija firmó un convenio con el de La Paz para la transferencia de conocimientos del servicio municipal de transporte PumaKatari a la ciudad de Tarija.
Tarija tiene acceso vial asfaltado hacia la Provincia argentina de Salta mediante la Ruta 1, hasta el Puente Internacional de Bermejo, distante aproximadamente a 200 km de la capital. Asimismo, atravesando las provincias O'Connor y Gran Chaco se llega a la frontera con la República del Paraguay mediante la Ruta 11, la cual también conecta con el oriente boliviano a través de la Ruta 9. Hacia el occidente de Bolivia se conecta mediante la Ruta 1 que lleva a las ciudades de Potosí, Oruro y La Paz.

## Universidades
- Universidad Autónoma Juan Misael Saracho
- Universidad Católica Boliviana San Pablo
- Universidad Privada Domingo Savio
- Universidad Nacional del Oriente

## Hermanamientos

### Internacional
| - Villa Carlos Paz, Argentina. - Buenos Aires, Argentina. - Santiago del Estero, Argentina. - Formosa, Argentina. - Quilmes, Argentina. - Mejillones, Chile. - Asunción, Paraguay. - Iniesta, España. - Sevilla, España. - Montpellier, Francia. - Francia. - Brasschaat, Bélgica. - Los Ángeles, Estados Unidos. - Glasgow, Reino Unido. | - Córdoba, Argentina. - San José de Metán, Argentina. - Resistencia, Argentina. - San Salvador de Jujuy, Argentina. - San Ramón de la Nueva Orán, Argentina. - Santiago de Chile, Chile. - Filadelfia, Paraguay. - Torija, España. - París, Francia. - Tournai, Bélgica. - Campo Grande, Brasil. - Reikiavik, Islandia. - Distrito de Krasnodar, Rusia. | - Mendoza, Argentina. - San Miguel de Tucumán, Argentina. - Salta, Argentina. - San Juan, Argentina. - Salvador Mazza, Argentina. - Concepción, Chile. - San Bernardino, Paraguay. - Córdoba, España. - Pola de Siero, España. - Cannes, Francia. - República Popular China. - Grimstad, Noruega. - Loja, Ecuador. |

### Nacional
| - Santa Cruz de la Sierra, Departamento de Santa Cruz. - Trinidad, Departamento del Beni. - Cobija, Departamento de Pando. - San Lorenzo, Provincia de Méndez. - Yacuiba, Provincia Gran Chaco. - Sucre, Departamento de Chuquisaca. - La Paz, Departamento de La Paz. | - San José de Chiquitos, Santa Cruz. - Caraparí, Provincia Gran Chaco. - Uriondo, Provincia José María Avilés. - Charagua, Departamento de Santa Cruz. - Camiri, Departamento de Santa Cruz. - Camargo, Departamento de Chuquisaca. - Uyuni, Departamento de Potosí. |